# 장례 예술

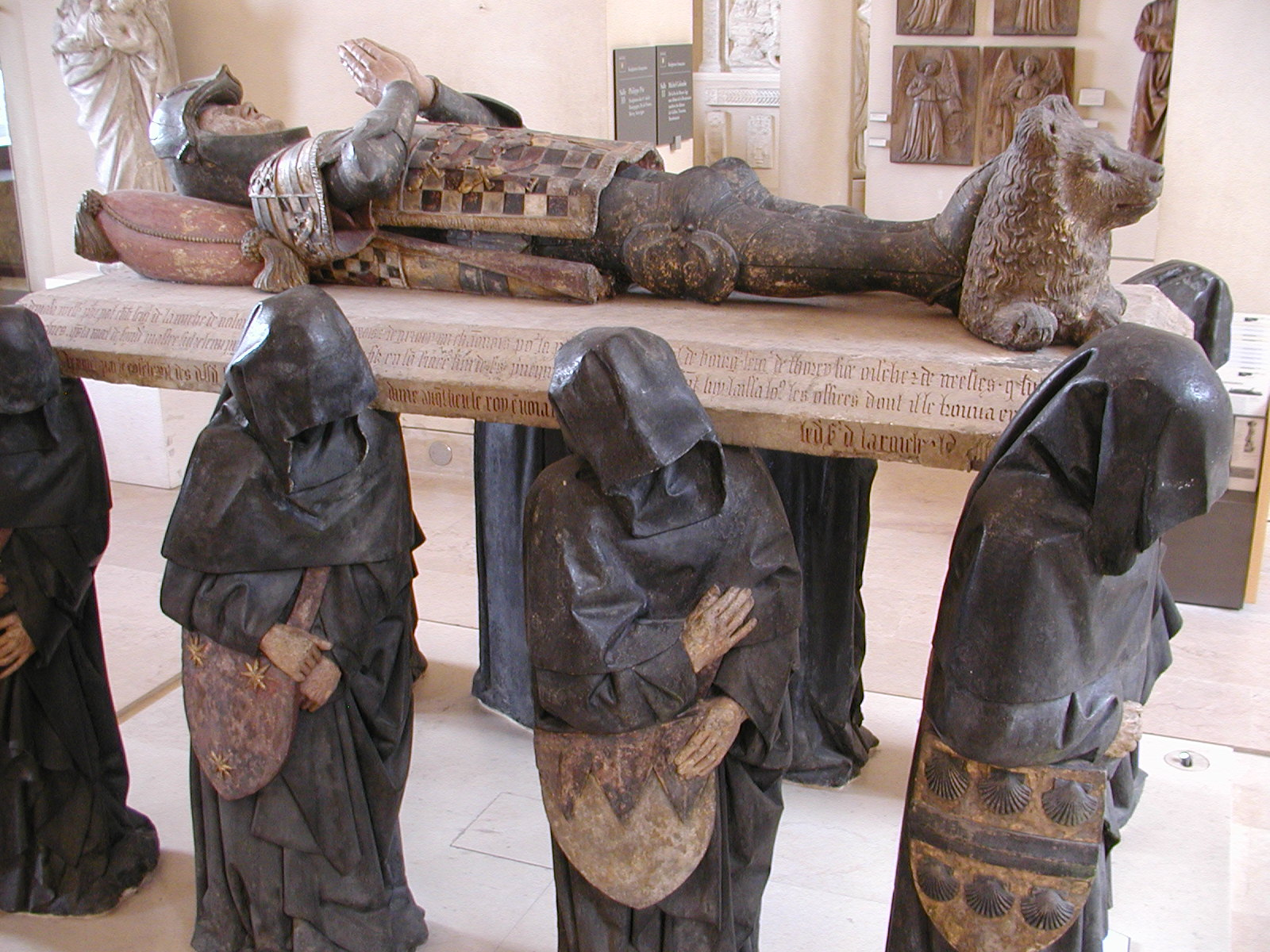
필립포트의 무덤과 실물 크기 후드 플루런트, 1477년~1480년경, 파리 루브르 박물관 소장

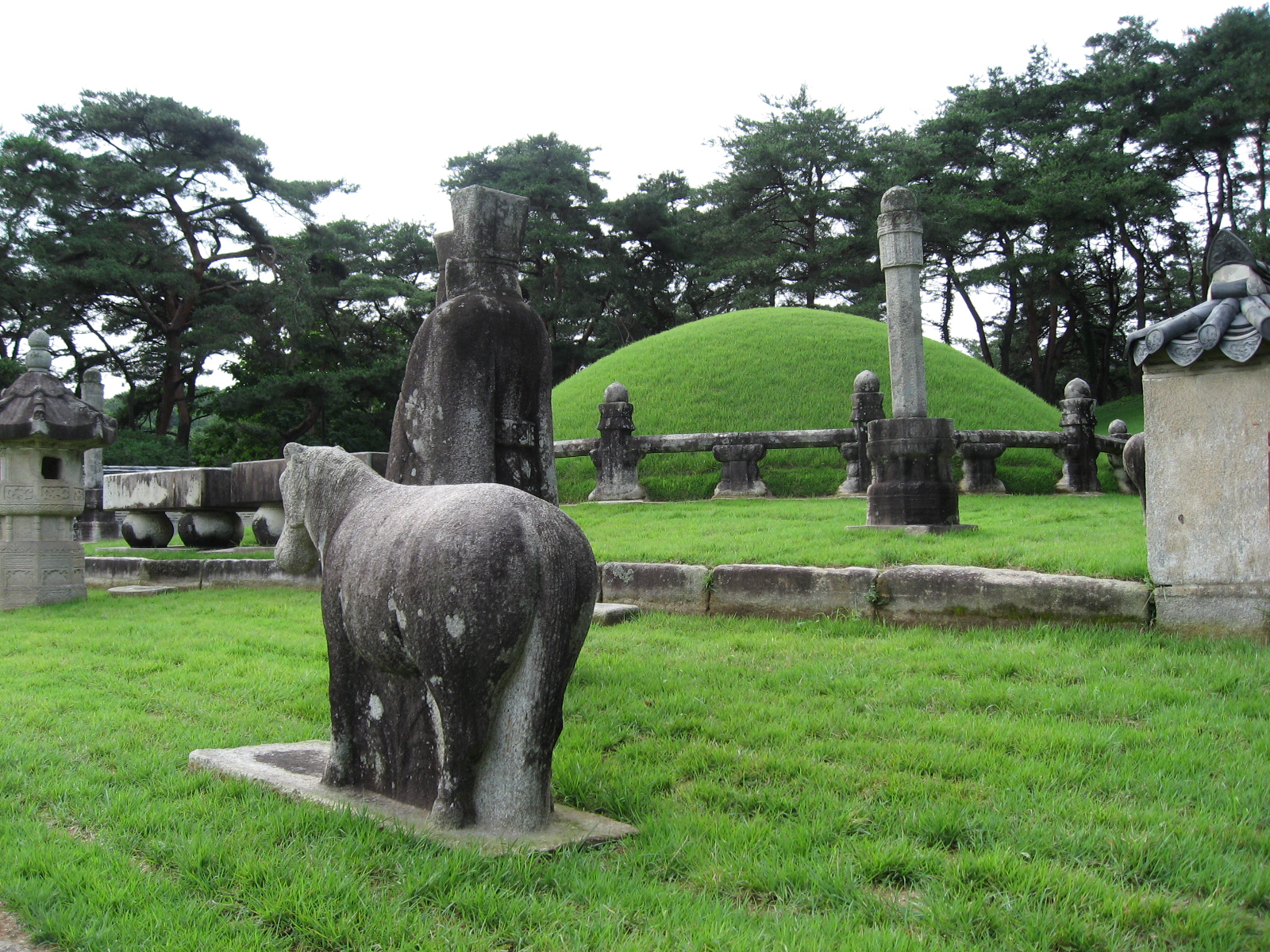
세종대왕의 무덤인 영녕릉 (1450년)

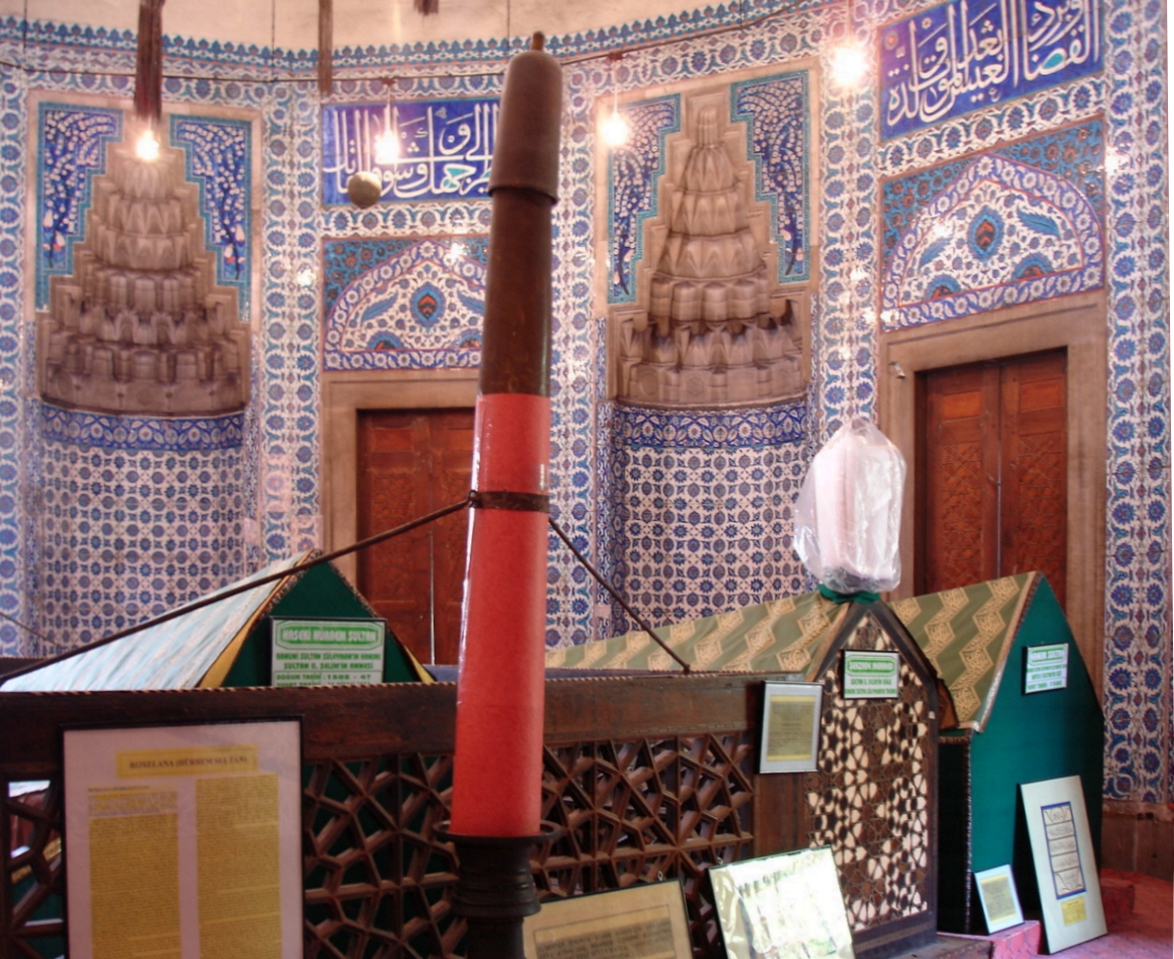
록셀라나의 튀르베 (1558년), 이스탄불 쉴레이마니예 모스크 소재

장례 예술은 죽은자의 유해를 장례 지낸 공간이나, 그 공간에 놓인 모든 종류의 예술 작품을 말한다. 장례 예술이라는 용어는 인간의 유해가 묻히지 않는 무덤형 기념비에서부터, 수장 여부와는 관계없이 죽은 자를 공동으로 기릴 목적으로 조성되는 전쟁 기념 시설이나 선사 시대 거석 구조물에 이르기까지 다양한 형태를 포괄할 수 있다. 장례 예술은 다양한 문화적 기능을 수행할 수 있다. 공간의 형태라면 장례식 자체에서 제 역할을 할 수도 있고, 사물의 형태라면 사후 세계에서 죽은 자가 사용할 물품으로 삼을 수도 있다. 또 친족 중심의 조상 숭배 관습의 일환으로, 특정 왕조의 대중적 과시로서 죽은 자의 생애와 업적을 기리기도 한다. 여기에 문화적 가치, 문화적 역할의 표현으로서 인류의 죽음을 상기시킬 수도 있으며, 죽은 자의 영혼을 달래는 동시에 죽은 자의 선행을 이어나가거나, 산 자의 삶에 의도치 않게 개입하려는 것을 방지해 주기도 한다.
미학적 의도가 명백한 사물을 매장하는 풍습은 전세계의 대다수 문화에서 발견된다. 예외가 있다면 부장품 문화가 거의 없는 힌두교 문화 정도를 들 수 있다. 지난 과거의 문화에서 찾아볼 수 있는 유명 예술작품은 무덤 그 자체이거나 무덤 주변에서 발견된 물건인 경우가 많으며, 그 예로 고대 이집트 피라미드나 투탕카멘의 무덤에서부터 진시황릉의 병마용, 할리카르나소스의 마우솔레움, 영국 서튼후 선박 매장지, 무굴 제국의 타지마할 등이 있다. 고도의 장례 예술은 힘 있고 부유한 사람들을 위해 제작된 경우가 대부분이었으며, 보통 사람의 무덤인 경우에도 기념물이나 부장품이 발견될 수는 있으나 생전에 소유하던 단순한 물건일 때가 많다.
한편 장례식이 끝나고 매장된 이후에도 참배객이나 대중이 볼 수 있게 하느냐의 여부를 구분하는 것 역시 장례 예술의 발전에 있어서 중요한 요소로 작용하였다. 예를 들어 제18왕조 파라오 투탄카멘의 보물은 유난히 호화롭기는 하지만 결코 외부인에게 보여줄 의도로 제작된 것이 아니었으며, 한번 매장된 이후 발굴을 거쳐야만 만날 수 있는 부장품이었다. 반면 피라미드의 외부는 그것을 세운 자의 권력을 영원하면서도 몹시 효과적으로 보여주었다. 이러한 구분은 동양의 왕릉에서도 찾아볼 수 있다. 그러나 다른 문화권에서는 공개에 제약이 있는 부장품을 제외하면, 매장 관련 예술품 대부분을 후대의 사람들이나 관리인의 허가 하에 들어온 참배객들이 볼 수 있도록 처음부터 의도하여 제작되었다. 이들 문화권에서는 석관이나 무덤 기념물 같은 풍습이 발달하였는데 고대 그리스 로마와 유럽의 기독교 국가가 대표적인 사례다. 여기에 참배를 목적으로 한 마우솔레움은 고대 그리스 로마 시대의 무덤 유형 가운데서도 가장 웅장한 부류였으며 훗날 이슬람 문화권에서 보편적으로 자리잡았다.

## 용어
무덤은 인간의 유해를 보관하는 저장소를 가리키는 일반적인 용어이기도 하지만 무덤 내에 배치된 다른 물건들도 의미한다. 그러한 물건에는 고인의 개인 소유물, 매장을 위해 특별히 제작된 물건, 또는 사후에 필요하다고 생각되는 물건의 축소판이 포함될 수 있다. 많은 비문해 문화에 대한 지식은 주로 이러한 출처에서 나온다.
고분, 쿠르간, 긴 무덤은 많은 문화권에서 중요한 매장지를 덮고 있으며 시체는 일반적으로 돌로 된 석관이나 관에 안치될 수 있고 일반적으로 나무로 만들어졌다. 마우솔레움이란 주로 무덤으로 건립된 건물을 말하며, 할리카르나소스에 있는 마우솔로스의 무덤에서 그 이름을 따왔다. 비석은 현재 묘비라고 불리는 직립형 돌을 가리키는 용어다. 선박매장은 대부분 유럽 해안에서 발견되는 반면, 전차 매장은 유라시아 전역에서 널리 발견된다. 카타콤은 로마의 카타콤 로마와 알렉산드리아의 카타콤에서 가장 유명한 사례로 터널 통로로 연결된 지하 묘지다. 땅 위에 흔적이 남아 있는 대규모 매장지는 네크로폴리스라고 부른다. 눈에 보이는 구조가 없으면 무덤이다. 기념비는 매장지가 없는 기념관이다.
장례식이라는 단어는 엄밀히 말하면 "장례식 또는 매장과 관련된 것"을 의미하지만, 영어에는 장례 의식과 직접 관련된 관습과 유물 뿐만 아니라 더 넓은 범위의 죽은 사람들에 대한 영구적인 기념물에도 적용하는 오랜 전통이 있었다. 이와 관련하여 특히 영향력이 있었던 것은 무덤 기념물과 비명이라는 주제를 다룬 최초의 장편 책인 존 위버의 고대 장례식 기념물(1631)이었다. 최근 일부 학자들은 그 사용법에 대해 이의를 제기했다. 예를 들어 필립 린들리는 "나는 장례식 기념물이라는 용어 사용을 피했다"고 말하며  장례식 모형 을 언급했다. 폴 코커햄은 이러한 구별이 다소 현학적이라고 생각했다.
죽은 자들을 위한 기념 예술의 관련 장르는 이스터 섬의 모아이 형상 등 다양한 형태를 띠고 있는데, 이는 분명히 조각된 조상 초상화의 한 종류이다. 이는 고대 로마와 중국처럼 다양한 문화권에서 흔히 볼 수 있으며, 둘 다 매장되지 않고 후손의 집에 보관된다. 그리스 헤르메스와 에트루리아 차룬과 같은 많은 문화권에는 죽은 자의 영혼을 사후 세계로 인도하는 데 도움을 주는 그리스인 헤르메스와 에트루리아인 차룬과 같은 사이코팜 피규어를 가지고 있다.

## 역사

### 사전

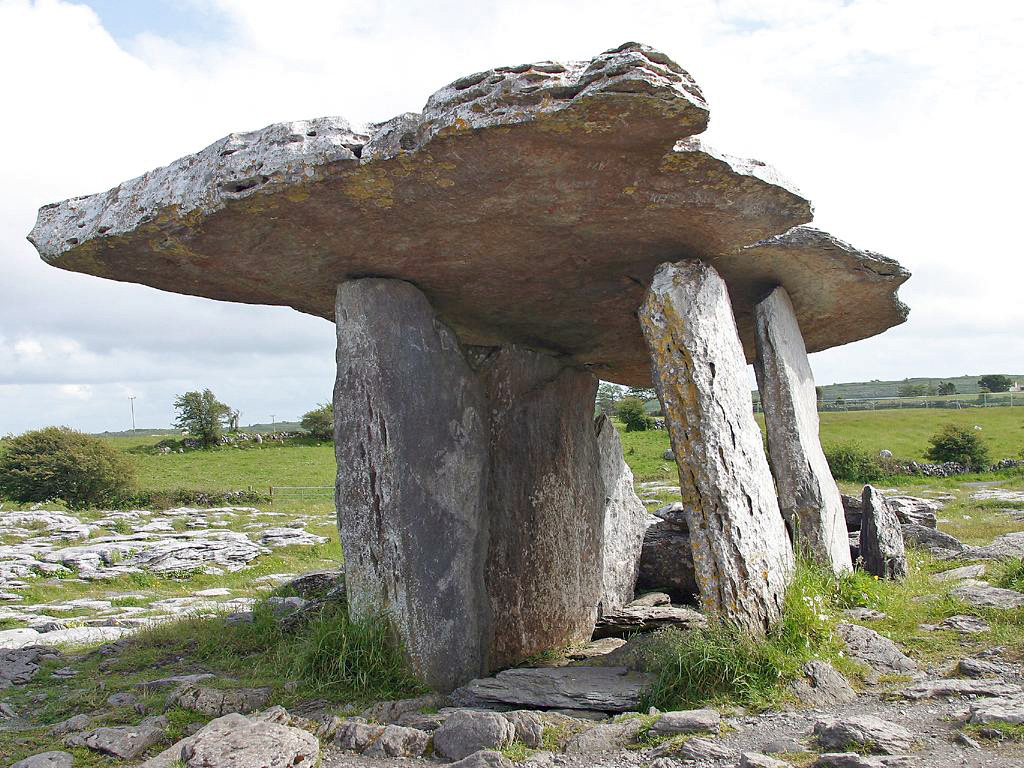
아일랜드의 풀나브로네 고인돌은 신석기 시대 시대의 시신 22구 이상을 포함하고 있다.

인류의 가장 오래된 것으로 알려진 고고학 건축물의 대부분은 무덤이다. 대부분 거석으로 최초의 것들은 몇 세기 이내로 거슬러 올라가지만 형태와 목적이 매우 다양하다. 이베리아 반도에 있는 무덤의 연대는 열발광을 통해 기원전 4510년으로 거슬러 올라가며 브루타뉴의 카르낙 돌에 있는 일부 매장지도 기원전 5천년까지로 거슬러 올라간다. 그러한 매장지의 기념적 가치는 어느 단계에서 무덤들이 높아졌고 거의 초기부터 건축물이 기념비적이기를 추구했다는 사실에 의해 나타난다. 이 효과는 정교한 도랑과 배수구로 둘러싸인 기본 구덩이에 시체 한 구를 가두는 방식으로 구현되는 경우가 많다. 지상추모는 집단기억 개념과 결부된 것으로 생각되는데, 이러한 초기 무덤은 정착 가축 단계로 진출하고 사회적 역할과 관계, 전문적인 활동 분야를 형성한 공동체에서만 가능한 발전 형태인 조상 숭배 형태로 의도되었을 가능성이 높다.
신석기 시대와 청동기 시대 사회에서는 고분, 거석, 도자기 등 매우 다양한 무덤이 반복적으로 발견된다. 유라시아에서 고인돌은 더 이상 존재하지 않는 고분을 만들기 위해 흙으로 덮인 방무덤을 드러낸 돌 구조이다. 돌에는 기하학적 패턴(암각화)이 새겨져 있을 수 있다(예: 컵과 반지 표시). 당시에는 사회적 맥락을 알기 어려운집단무덤도 만들어졌다.  뼈가 도자기 용기에 묻힌 용기 무덤은 널리 퍼져 있으며, 용기 무덤 문화라는 이름으로 불리는 언필드 문화에만 국한되지 않거나 유라시아에만 한정되지 않았다. 멘히르 또는 "서 있는 돌"은 종종 무덤을 표시하거나 기념물 역할을 한다. 룬스톤, 이미지 스톤은 종종 세노타프이거나 무덤 자체와는 별개의 기념물로 사용되는데  이것은 기독교 시대까지 계속된다. 세네감비아 석원은 후기 아프리카 형태의 무덤 표시로 볼 수 있다.

### 고대 이집트와 누비아

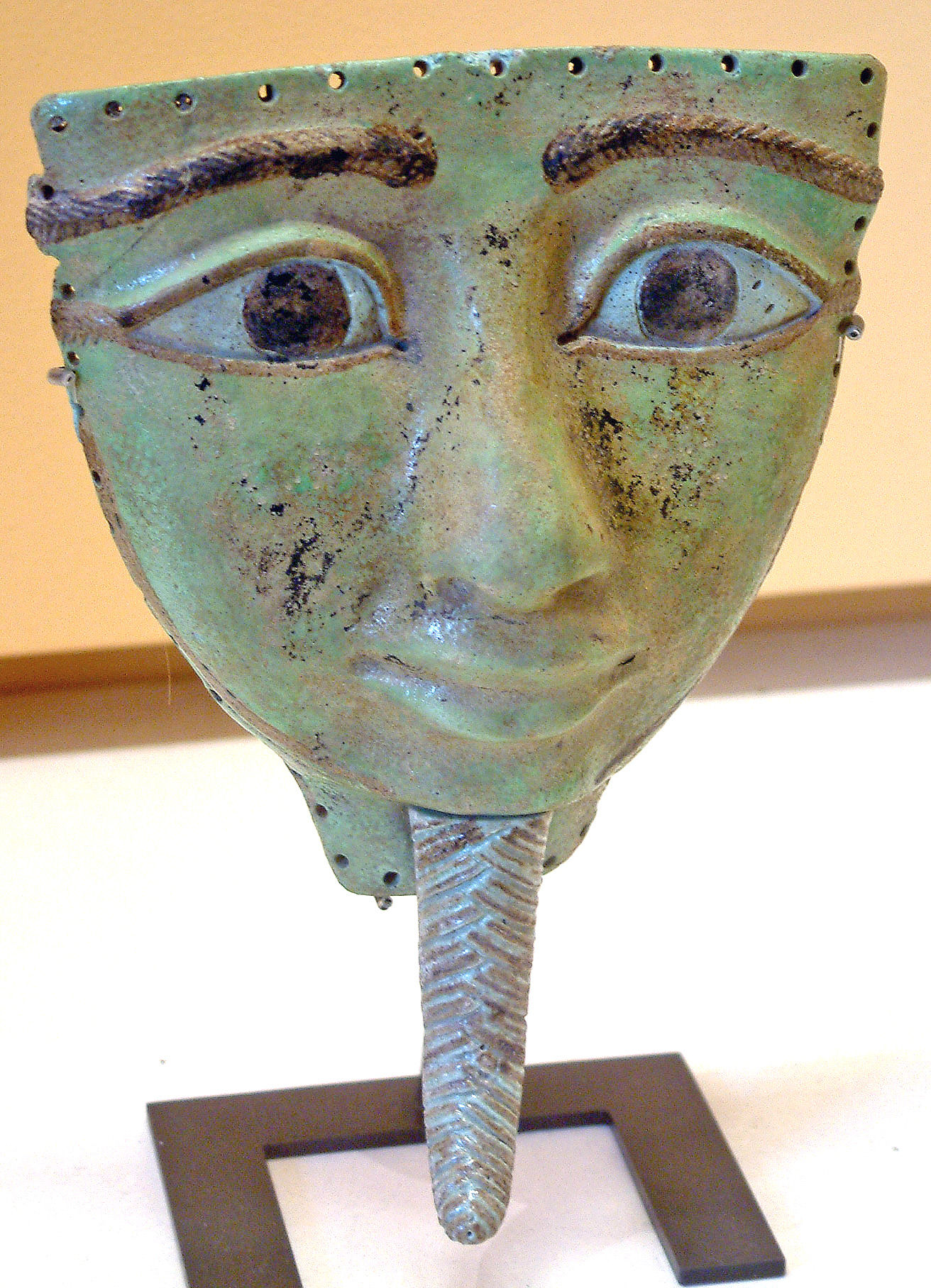
이집트 도자기 관 마스크

이집트 장례 예술은 죽음 이후에도 생명이 계속된다는 종교적 신념과 "죽음은 삶의 단순한 한 단계일 뿐"이라는 믿음과 불가분의 관계였다. 이 신념과 관련된 미적 대상과 이미지는 부분적으로 이생과 다음 생 사이의 여정을 위해 물질적 재화, 부 및 지위를 보존하고 무덤 소유자의 삶을 기념하기 위한 것이다. 묘사 매장 의례를 수행하며 일반적으로 무덤 소유자의 재탄생에 도움이 되는 환경을 제시한다. 이러한 맥락에는 이집트의 미라가 있다. 이집트 미라는 하나 이상의 장식된 관과 내부 장기를 보존하는 카노픽 항아리로 싸여 있다. 고대이집트 장례문헌의 특별한 범주는 장례 관습의 목적을 명확히 한다. 초기 마스타바 유형의 무덤은 지하에 봉인된 묘실이 있었지만, 지상에는 후기 유형의 무덤에서도 반복되는 패턴인 산 자의 방문을 위한 공양실이 있었다. 고인의 카 조각상 인상은 향의 냄새가 공양실에 도달할 수 있도록 하는 통풍구를 통해 공양실과 연결된 세르답에 벽으로 둘러싸여 있다. 중요한 무덤 방과 공양실의 벽은 돌이나 나무로 만든 부조로 무겁게 장식되었다. 또는 종교적 장면을 묘사하는 그림, 고인의 초상화는 사후 세계를 묘사하는 일상 생활의 생생한 이미지를 묘사하는 그임으로 무겁게 장식되었다. 방 장식은 일반적으로 죽은 사람의 영혼만이 통과하여 산 사람이 남긴 제물을 받을 수 있는 "거짓 문"을 중심으로 한다.
망자의 초상과 같은 표현미술은 극히 초기에 발견되어 불길한 파이윰 장례식 초상화에서 로마 시대까지 계속된다. 그러나 현실적인 고대이집트 초상화가 있었는지는 여전히 뜨거운 논쟁거리다. 매장 샤프트나 무덤에서 발견된 실물 크기의 예비 머리의 목적 제4왕조의 귀족에 대해서는 잘 알려져 있지 않았다. 그것들은 귀족들이 자신의 조각상을 만드는 것을 금지하는 쿠푸 칙령을 제거하는 신중한 방법이었을 수도 있고, 어떤식으로든 신체에 해를 입힐 경우 고인의 영혼을 해로움으로부터 보호하거나 그 안에 있는 모든 악을 마술적으로 제거했을 수도 있고 영혼을 위한 대체 용기로서 기능했을 수도 있다.
고대 왕국 시대에 기자 네크로폴리스에 건설된 거대한 대 피라미드와 두 개의 작은 건축물과  왕들의 계곡에 있는 무덤은 왕족과 엘리트를 위해 지어졌다. 테베 네크로폴리스는 나중에 장안 사원과 마스타바 무덤의 중요한 장소였다. 제25왕조에 이집트를 정복하고 파라오로 통치한 쿠시 왕들은 미라 제작, 카노픽 항아리, 우샤브티, 장례식 형등을 사용하는 이집트 장례 관습의 영향을 크게 받았다. 또한 그들은 누비아 피라미드를 건설했는데, 이 피라미드는 크기와 디자인 모두 멤피스 근처의 고대 왕국의 피라미드보다 테베의 작은 제17왕조 피라미드와 더 유사하다.
하층민 시민들은 샤브티 인형,  풍뎅이 딱정벌레 모델 및 고대이집트 장례문헌 등 일반적인 형태의 장례 예술을 사용했는데, 하층민 시민들은 이것들이 내세에서 자신들을 보호해 줄 것이라고 믿었다. 중왕국 시대에는 일상생활의 장면을 묘사한 미니어처 나무 또는 점토 모형이 무덤에 인기있는 추가물이 되었다. 사후 세계에 사는 사람들의 활동을 복제하기 위해, 이 모형들은 노동자, 집, 배, 그리고 고대 이집트의 이상적인 사후 세계를 규모로 표현한 군사 대형을 보여준다.

### 고대 그리스
철기 시대에 고대 그리스인들은 일반적으로 카론의 오볼, 하데스로 가는 페리맨 및 도자기를 제외하고는 정교한 무덤 물품을 남기지 않았다. 그러나 비문이나  장례 연설은 매우 중요한 것으로 간주되었으며 동물 희생이 이루어졌다. 여유가 있는 사람들은 기원전 500년 경 이전 고대 시대에 쿠로스 조각상의 기능 중 하나였던 석조 기념물을 세웠다. 초상화를 의도한 것은 아니지만 헬레니즘 시대에 고인의 사실적인 초상화가 도입되었고, 일반적으로 건축 틀로 둘러싸인 기념비에 가족 집단이 옅은 돋을 새김으로 자주 묘사되었다. 무덤 방의 벽은 종종 프레스코로 칠해졌지만, 이탈리아 남부의 잠수부의 무덤이나 또는 마케도니아의 베르기나에 있는 무덤만큼 좋은 상태로 남아 있는 사례는 거의 없다. 고전 그리스 전통에서 유일하게 살아남은 초상화는 그리스가 아닌 이집트에서 발견된다. 파이윰 미라 초상화는 고전 시대 말기부터 미라에 부착된 그레코로만형 세계 스타일의 초상화 얼굴이었다.

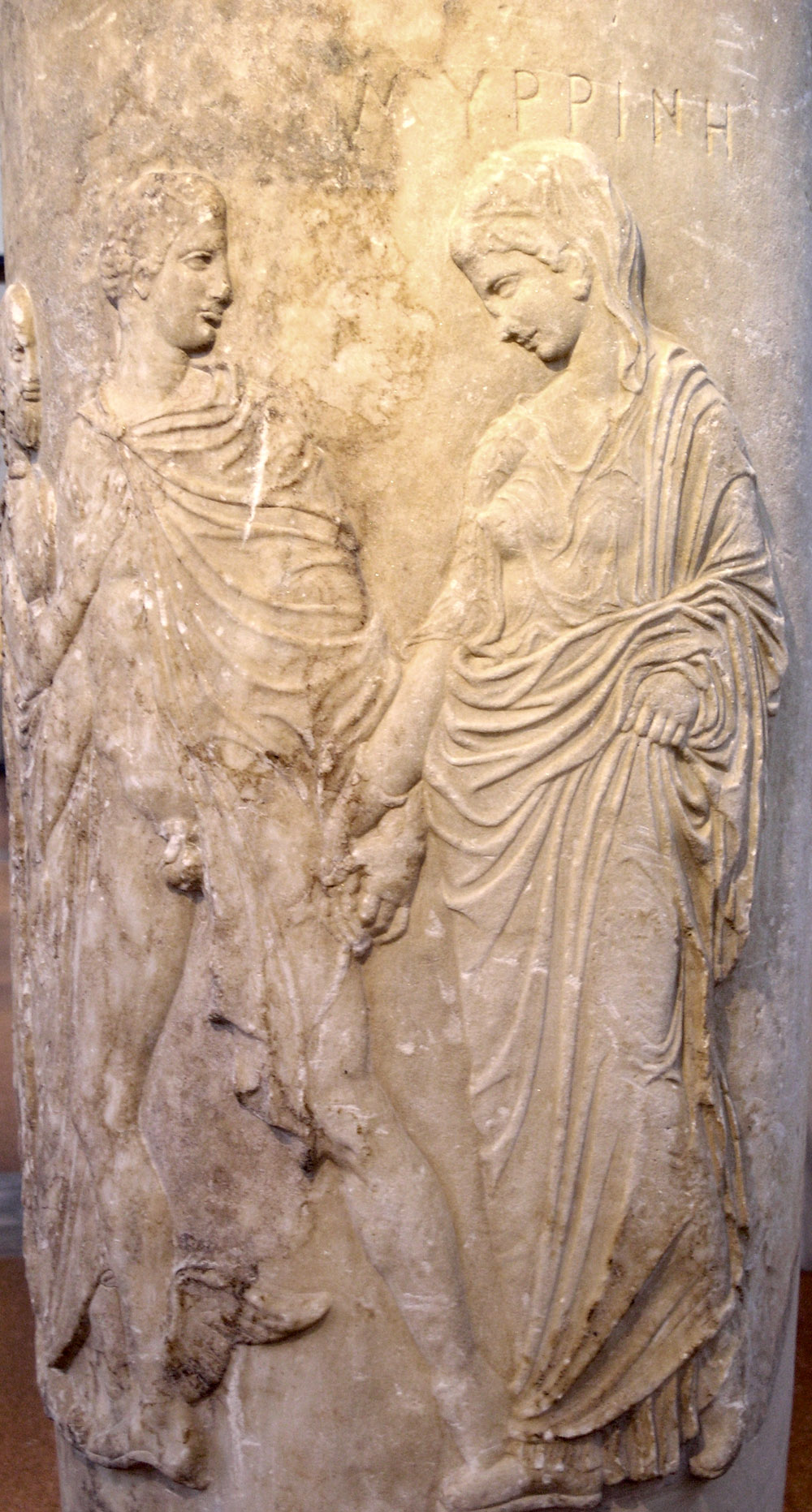
아테네 국립 고고학 박물관에 있는 조각된 장례식 레키토스의 부조: 헤르메스가 고인인 미르리네를 하데스에게 인도한다. c. 기원전 430~420년

초기 그리스의 매장지는 흔히 큰 도자기 조각으로 땅 위에 표시되었으며, 유해는 항아리에 묻혔다. 도자기는 고전 시대 내내 무덤과 무덤 내부에서 광범위하게 사용되었다. 살아남은 고대 그리스 도자기의 대부분은 무덤에서 회수되었다. 일부는 분명히 생활에 사용되는 품목이었지만 대부분은 무덤에 넣기 위해 특별히 제작되었으며 두 가지 원래 목적 사이의 균형에 대해서는 논란의 여지가 있다. 라낙스는 일반적으로 테라코타로 장식된 작은 관 또는 재 상자다. 손잡이가 두 개인 루트로포르스는 결혼식 목욕을 위해 물을 운반하는 데 사용되었기 때문에 주로 결혼식과 관련이 있었다. 또한 결혼하지 않은 사람들이 인생에서 놓친 것을 어떤 식으로든 보충하기 위해 미혼자들의 무덤에도 놓여졌다. 손잡이가 하나인 레키토스는 가정에서 많이 사용되었고 가정 밖에서는 주로 무덤을 장식하는 데 사용되었다. Hades의 지하 세계로 내려가는 장면이 종종 그려졌는데, 헤르메스, 카론 또는 둘 다 옆에 죽은 사람이 묘사되어 있다. 하지만 일반적으로 카론만 나타났다. 작은 도자기 조각상이 종종 발견되지만 이것들은 무덤에 놓기 위해 특별히 만들어진 것인지 여부를 결정하기는 어렵다. 헬레니즘 타나그라 인형의 경우 아마도 그렇지 않다. 그러나 은제품은 베르기니의 마세도니아 왕족 무덤이나 트라키아 또는 스키타이족과 같은 이웃 문화와 그리스 세계의 변두리에서 더 자주 발견된다.
알렉산더 대왕의 정복 이후 그리스 세계가 확장되면서 다양한 무덤 만들기 전통을 가진 사람들이 헬레니즘 영역으로 유입되었고, 그 결과 그리스 스타일의 예술에 대한 새로운 형식이 탄생했다. 알렉산더 이전 세대인 마우솔로스는 헬레니즘화된 태수 또는 페르시아 제국 아래 반독립적인 통치자였으며 마우솔로스의 거대한 무덤(기원전 353년에 시작됨)은 그리스 세계에서 완전히 예외적인 무덤이었다. 피라미드와 함께 고대 세계 7대 불가사의에 포함된 유일한 무덤이었다. 이 형태에 이름을 붙인 할리카르나소스의 마우솔레움의 정확한 형태는 현재 불분명하며, 문헌에 기술된 내용과 고고학적 증거를 조화시키려는 여러 대안적 재구성이 존재한다. 그것은 그리스 사원 디자인의 크기와 일부 요소를 가지고 있었지만 정사각형 베이스와 피라미드 지붕으로 훨씬 더 수직적이었다. 많은 양의 대형 조각품이 있었으며 그 중 살아남은 몇 안되는 조각의 대부분은 현재 대영 박물관에 있다. 다른 지역 통치자들은 초대형 석관에 프리즈를 적용하여 18세기 신고전주의까지 서양 예술에 큰 영향을 미치는 전통을 시작했다. 4세기 후반의 알렉산더 석관은 사실 또 다른 그리스화된 동방 통치자를 위해 만들어졌으며, 이는 현대 레바논의 시돈에서 발견된 중요한 석관 중 하나다. 두 개의 긴 측면은 이수스 전투와 사자 사냥에서 알렉산더의 위대한 승리를 보여준다. 그러한 폭력적인 장면은 이 시기 이후로 과시적인 고전 석관에서 흔히 볼 수 있었으며, 특히 2세기 로마 예술이 부활했다. 보다 평화로운 신화적 장면은 작은 석관 중 특 바커스에서 인기가 있었다.

### 에트루리아인

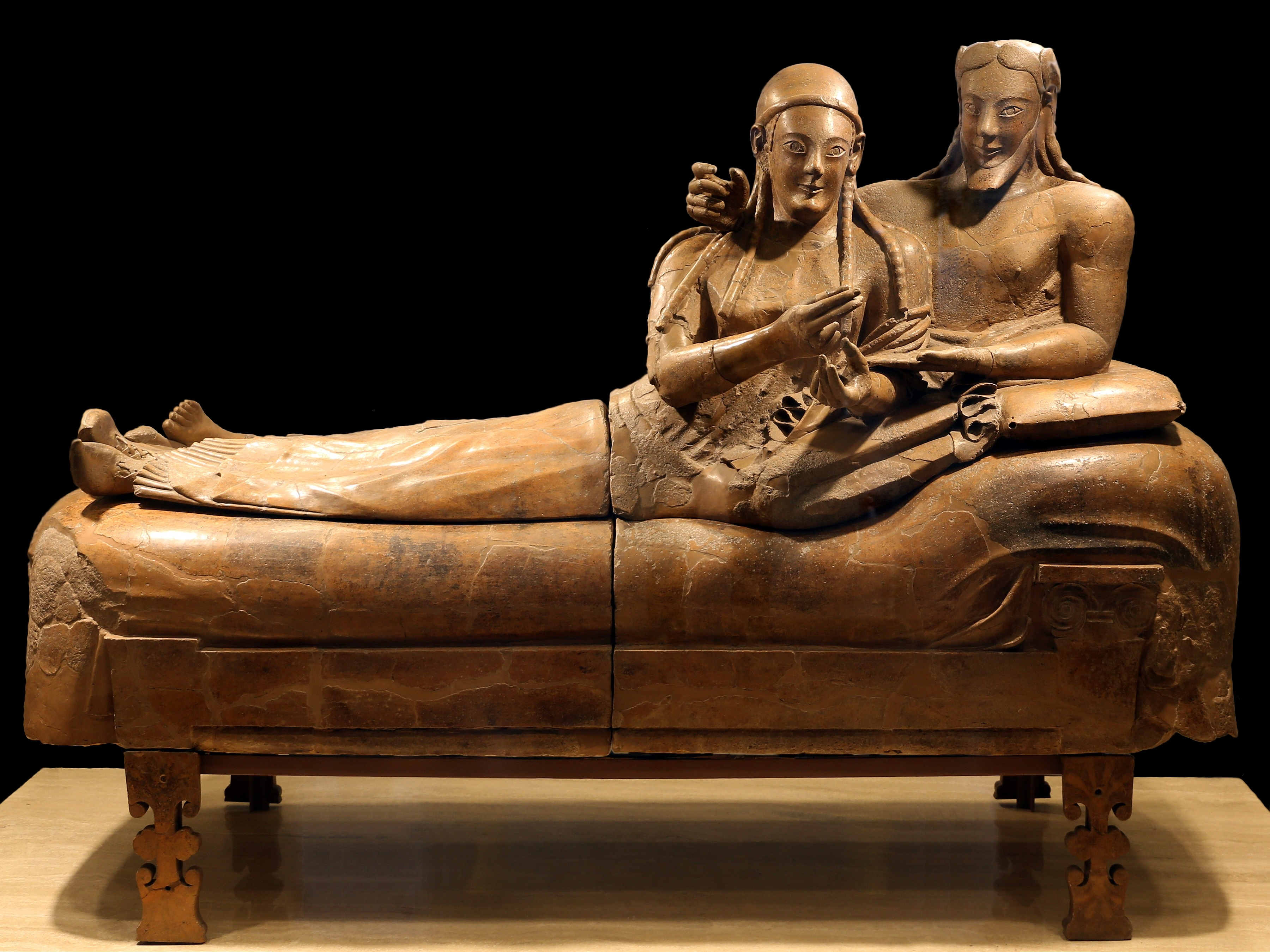
배우자의 에트루리아 석관(기원전 6세기 말), 로마 국립 에트루리아 박물관

죽음과 관련된 물건 중 특히 석관 및 납골 단지는 고대 에트루리아 문명 및 그 예술에 대한 현재 지식의 기초 부분을 형성한다. 이 문명은 한때 고대 로마의 문화와 경쟁했지만 결국 고대 로마에 흡수되었다. 석관과 항아리 뚜껑에는 기대어 있는 고인의 이미지가 포함되는 경우가 많다. 일부 에트루리아 장례식 예술에서 기대어 있는 인물은 무덤을 보호하기 위해 사인 오브 더 혼스를 사용했다.
기원전 7세기와 6세기 장례 예술의 주요 주제는 일반적으로 잔치 장면이었으며 때로는 무용수와 음악가가 등장하거나 운동 경기도 있었다. 가정용 그릇, 컵, 투수는 때때로 사후 세계에서 사용할 달걀, 석류, 꿀, 포도, 올리브와 같은 음식과 함께 발견된다. 5세기부터는 고인이 사랑하는 사람을 떠나는 장면이 등장하는 좀 더 암울한 이별 장면으로 분위기가 바뀌었는데 고인은 종종 지하 세계의 악마와 차룬 또는 날개 달린 여성 반스와 같은 정신병자들에게 둘러싸여 있다. 지하 세계의 인물들은 때때로 인간을 데려가 달라고 초조하게 몸짓을 하는 것으로 묘사되었다. 죽은 자가 산 자와 작별할 때 악수는 또 다른 일반적인 모티브였다. 이것은 종종 지하 세계로 통하는 문으로 추정되는 닫힌 이중 출입구 앞이나 근처에서 발생했다. 그러나 일부 예술의 증거에 따르면 악수는 여정의 반대편에서 이루어졌으며 지하 세계에서 죽은 자를 맞이한다고 한다..

### 고대 로마
고대 로마인의 장례 관습은 국가가 확장됨에 따라 영토를 정복한 최초의 중요한 문화 중 마그나 그라이키아의 그리스인과 에트루리아인의 영향을 받았다. 원래 로마 관습은 화장이었고, 그 후에는 불에 탄 유해를 냄비, 재 상자 또는 항아리에 보관했으며, 종종 납골당에 보관했다. 로마 주변의 로마 이전 시대 매장에서는 작은 도자기 집인 오두막형 항아리를 자주 사용했다. 서기 2세기쯤부터 매장(타지 않은 유적의 매장)이 여유가 있는 사람들에게 더욱 유행하게 되었다. 항아리나 석관이 있는 비석 또는 부자를 위한 작은 마우솔레움에 있는 그리스 스타일의 메달 초상화 조각은 종종 길가와 같은 위치에 배치되어 살아있는 사람들이 잘 볼 수 있고 고대의 죽은 기억을 영속시킬 수 있다. 종종 부부가 등장하는데, 이는 이중 매장보다는 사후 세계에서의 재결합에 대한 갈망을 의미한다. (부부 장례식 부조 참조)
후기에는 마치 식사나 사교 모임에 참석한 것처럼 기대어 누워 있는 고인의 실물 크기 조각품이 발견되는데, 이는 일반적인 에트루리아 양식이다. 카피오의 무덤과 같은 후기 로마 가문의 가장 웅장한 가족 무덤은 부엌과 침실을 포함하여 생활자가 방문할 수 있는 시설을 갖춘 대규모 마우솔레움이었다. 하드리안을 위해 건설된 산탄젤로 성은 나중에 요새로 개조되었다. 이는 에트루리아인들에 비해 유용한 물건이나 사냥과 같은 즐거운 활동에 대한 그림이 보이기는 하지만 죽은 자의 생활 방식 제공에 대한 강조는 덜했다. 일반적으로 밀랍 가면의 형태의 조상 초상화는 집에서 종종 작은 찬장에 보관되었지만 대귀족 가문의 가면은 도머스 아트리움에 전시했다. 장로 폴리니우스와 폴리비우스가 묘사한 것처럼, 대표 인물에 적합한 의상을 입은 사람들이 가족 구성원의 장례 행렬에서 이 옷을 착용했다. 또한 플리니는 둥근 청동 방패(클리페우스)에 조상의 흉상 초상화를 그려 사원이나 기타 공공 장소에 걸어 두는 관습을 묘사한다. 두 유형 모두 살아남은 사례는 없다.
공화국 말엽에는 무덤을 위한 최고의 위치를 두고 부유한 로마인들 사이에 상당한 경쟁이 있었다. 이 무덤은 도시로 향하는 모든 성벽까지 따라 늘어서 있었고 행인의 관심을 이끌기 위해 다양한 이국적이고 특이한 디자인을 추구했다. 지나가는 사람들의 관심을 끌며 고인에 대한 기억을 영속시키고 가족의 명성을 높였다. 예를 들면 제빵사 유리사케스의 무덤, 자유민, 케스티우스의 피라미드, 카에실리아 메텔라의 무덤 등이 있는데 모두 서기가 시작된 지 수십 년 이내에 건설되었다.
이탈리아에서는 석관이 주로 무덤 벽에 기대어 세워지도록 장식 되었으며, 그리스와 동방 제국의 독립 스타일과 달리 3면만 장식되었다. 헬레니즘 예술의 부조 장면은 예를 들어 2세기의 포르토나치오 석관과 같이 후기 로마 석관에서 더욱 촘촘해졌으며 "인물에 대한 기둥과 틈새의 건축적 배경"을 가진 기둥형과 같은 다양한 스타일과 형태가 등장했다. 잘 알려진 초기 기독교 사례는 359년에 사망한 중요한 새로운 개종자를 위해 사용된 주니우스 바수스의 석관이다. 센터는 제국 전역으로 수출되었다. 로마인들은 이미 그리스 신화의 내러티브 장면에서 종교적, 철학적 사상의 표현을 개발했으며, 로마인들은 나중에 성경적 장면을 사용하여 이 습관을 기독교 사상으로 옮겼다.

### 중국
장례 예술은 중국 역사 전반에 걸쳐 매우 다양했다. 초기 통치자의 무덤은 부장품의 복잡성과 가치 측면에서 고대 이집트인과 경쟁하며, 유사하게 수세기에 걸쳐 무덤도굴에 의해 약탈되었다. 오랫동안 학자들 사이에서 옥장복에 대한 문학적 언급은 공상적인 신화로 여겨졌으나, 20세기에 들어서는 사례가 많이 발굴되어 현재는 초기 통치자들 사이에서 비교적 흔했던 것으로 여겨진다. 왕조 이전 중국 문화에 대한 지식은 삼성퇴 및 기타 유적지에서의 놀라운 발견을 통해 확장되었다. 매우 큰 고분을 세울 수 있었고 나중에는 마우솔레움을 세울 수도 있었다. 상 왕조 청동 의식 그릇의 몇 가지 특별한 대형 형태는 아마도 매장용으로만 만들어졌을 것이다. 많은 수가 엘리트 무덤에 묻혔고, 다른 세트는 가족이 조상 숭배 의식에서 제물을 바치는 데 사용할 수 있도록 땅 위에 남아 있었다. 푸하오의 무덤(기원전 1200년 경)은 발굴된 당시의 몇 안 되는 훼손되지 않은 왕릉 중 하나다. 대부분의 장례 예술은 고고학적 맥락 없이 미술 시장에 나타났다.

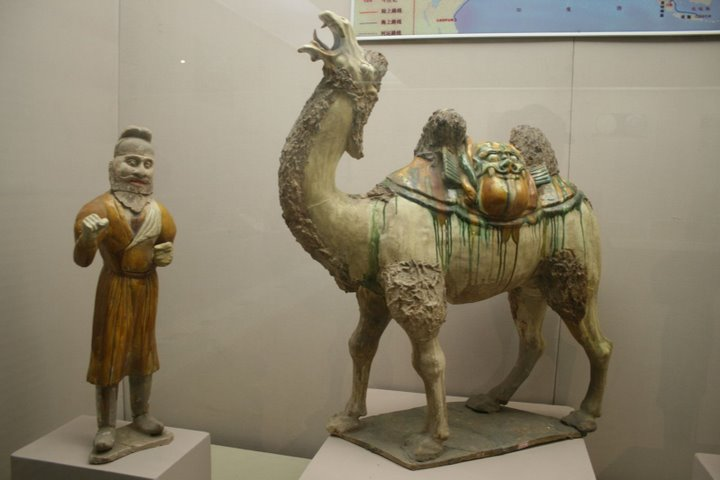
당나라 무덤 인형, 산차이 유약, 박트리아 낙타와 그 외국인 운전사

1974년 병마용이 발견되면서 진시황제(기원전 210년 사망)의 무덤을 발견했지만, 문학적 묘사가 남아 있는 주요 고분은 발굴되지 않았다. 한 왕조의 여러 황릉에서 지상에 남아 있는 유적은 황실 통치가 끝날 때까지 유지된 전통을 보여준다. 무덤 자체는 벽으로 둘러싸인 봉인된 고분 아래의 "지하 궁전"이며, 숭배 의식을 관찰하기 위한 길 아래에 몇 개의 건물이 있고, 영구 직원과 의식을 수행하기 위해 방문하는 사람들 모두의 숙박 시설이다. 게이트웨이, 타워 및 기타 건물도 마찬가지다.
"삼색" 당삼채 유약 또는 덧칠 페인트로 칠해진 당나라 무덤 인물은 높이 약 12~120cm 사이의 다양한 하인, 연예인, 동물 및 사나운 무덤 수호자를 보여주고 무덤 주위에 배열되었으며, 종종 지하실로 가는 경사진 진입로를 따라 틈새에 배치되었다.

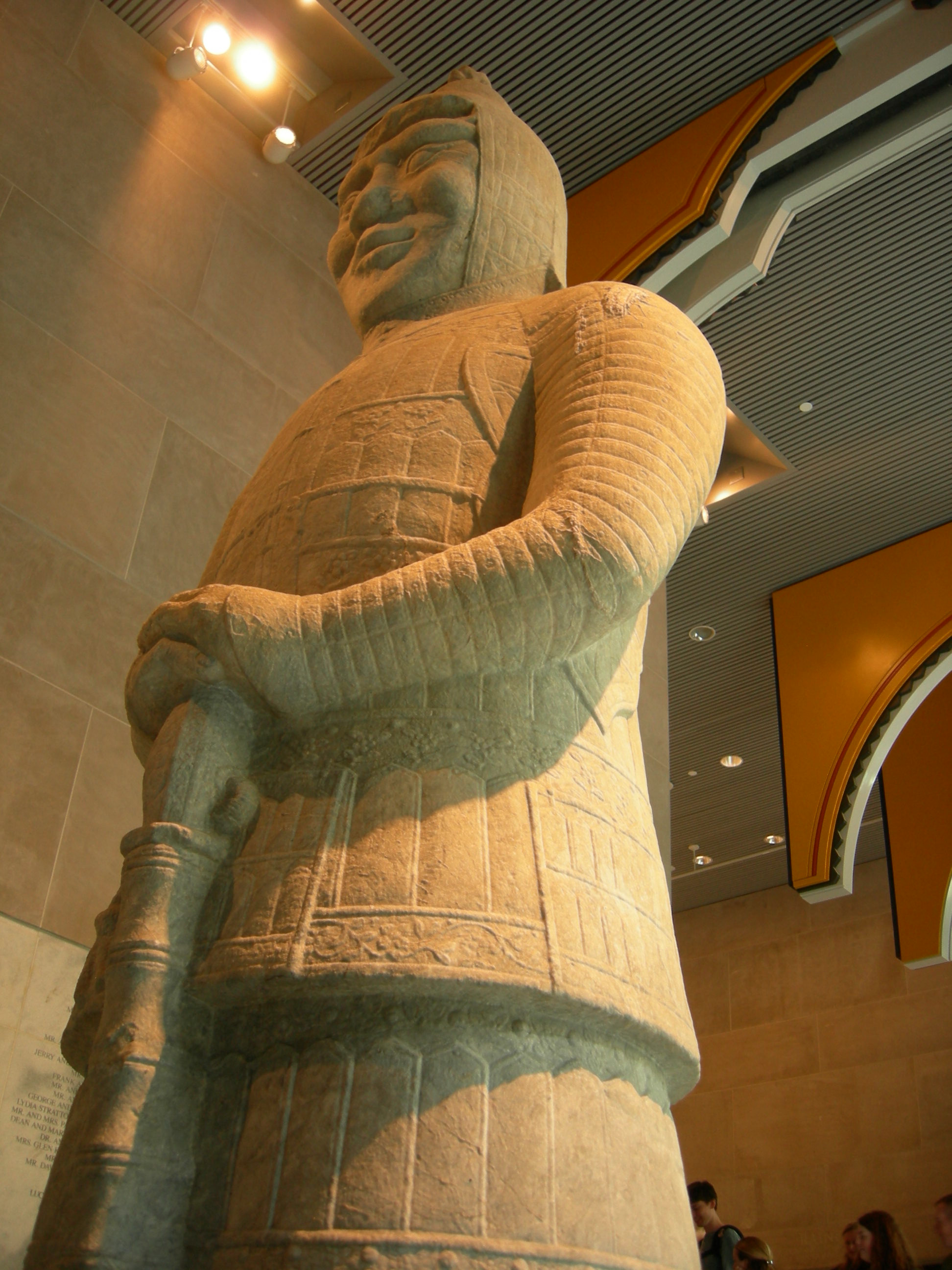
중국의 장례식 동상인 "군수호". 시애틀 미술관, 워싱턴 주 시애틀.

중국 황실의 무덤은 일반적으로 인간과 동물을 기반으로 한 수호신 상들이 늘어서 있는 수 킬로미터 길이의  "영혼의 길"로 접근한다. 거북이 형태로 비희를 표현한 돌 위에 올려놓은 망자의 공덕을 기리는 비판이 앙상블의 중심이 되는 경우가 많다. 한족 무덤의 수호신은 주로 "사자"와 "키마이라"이며 후기에는 훨씬 더 다양하다. 아름다운 그림이 있는 약탈된 무덤은 서기 5세기의 태후원명 황후 무덤이며  7세기 당나라 건릉 그룹의 많은 무덤은 일반적으로 잘 보존된 전체 집합의 초기 예다.
특히 현대 한국을 포함하는 5~7세기 왕국의 고구려 고분에는 그림이 풍부하다. 1956년에 명청왕조의 황릉 중 단 하나만 발굴되었으며, 발견된 수천 개의 유물을 보존하기 위한 재난적인 결과를 가져왔고 이후 정책은 그들을 방해하지 않게 두는 것이다.
홍콩의 레이성욱한묘박물관에는 훨씬 소박한 중산층 한나라의 무덤이 전시되어 있으며, 2세기 중반 산동성 가상현의 오씨 묘는 중국의 가장 중요한 평민 무덤 그룹이다. 평민 무덤의 봉헌실과 매장실의 벽은 붐비고 다양한 장면을 매우 낮은 부조로 조각하거나 새겨진 석판으로 장식할 수 있으며, 이는 현재 그 시대의 잃어버린 궁전 프레스코화 스타일을 나타내는 주요 지표이다. 더 저렴한 옵션은 굽기 전에 조각하거나 감동을 준 대형 점토 타일을 사용하는 것이다. 불교가 소개된 후 조각된 "장례식 침상"은 대부분 종교적인 것으로 보이는 유사한 장면을 특징으로 한다. 한 왕조 시대에는 무덤에서 망자를 동반하기 위해 건물의 소형 도자기 모형이 자주 만들어졌는데 그들은 고대 중국 건축에 대해 알려진 많은 부분이 그들에게 빚지고 있다. 이후 육조 시대에는 건물, 기념물, 사람, 동물을 묘사한 세밀화 조각이 헌핑 장례식 용기의 꼭대기를 장식했다.무덤 외부에는 종종 기념비적인 벽돌이나 돌로 조각된 기둥 문이 있다. 서기 121년의 예는 지상에 서 있는 최초의 생존 중국 건축 구조물이다. 당 왕조(618-907)의 무덤은 종종 말, 하인 및 기타 주제의 유약을 칠한 도자기 조각상이 풍부하며 오늘날 강렬하고 자유로운 스타일이 크게 존경 받고 있다. 무덤 예술은 송나라와 금나라 시대에 정점에 이르렀으며 대부분의 장관을 이는 무덤은 부유한 평민들에 의해 건설되었다.
초기 장례 관습은 내세에 대한 강한 믿음과 촉진이 필요한 영혼의 길을 보여준다. 장례식과 추도식은 효, "선배에 대한 명예와 존경, 후배의 의무"라는 중요한 문화적 가치를 재확인하는 기회이기도 했다. 중국의 일반적인 장례 상징인 문 앞의 여성은 "제한이 없는 엘리시안 사후 세계에 대한 남성의 기본적인 환상"을 나타낼 수 있다. 집의 모든 출입구에는 자신의 집으로 환영할 새 이주자를 찾는 여성들이 서 있다. 한 왕조의 비문은 종종 신민에 대한 효의 애도를 묘사한다.

### 한국

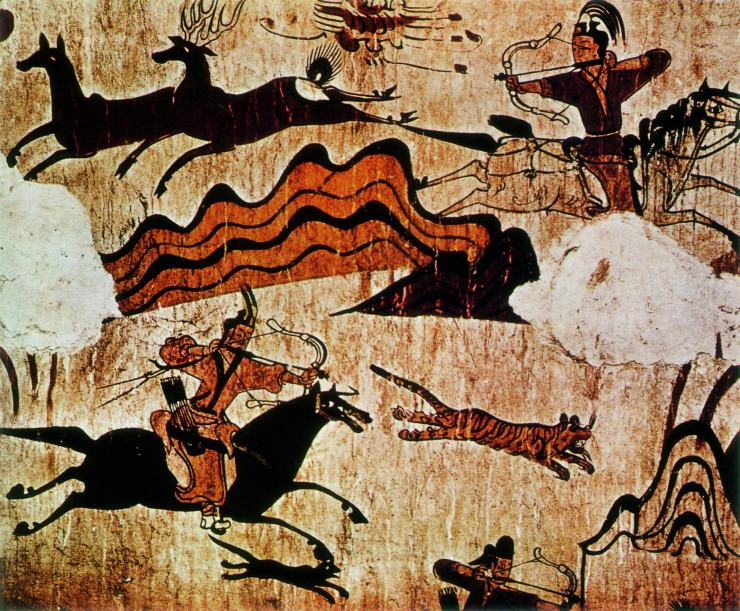
무용총(무용총) 주실 북벽에서 사냥하는 모습, (5세기), 지안, 지린성

고구려 고분의 벽화는 삼국 시대 회화의 대표적인 예시로 꼽힌다. 현재까지 수천 개의 무덤이 발견되었으나 벽화가 있는 무덤은 약 100개 뿐이다. 벽화에 그려진 소재를 따서 그 이름을 무용총 (춤꾼), 각저총 (씨름)으로 붙인 무덤들도 있으며, 그렇지 않은 경우라도 사신도, 수렵도처럼 벽화 자체를 명명한 경우도 있다. 천상의 신체는 공통적인 모티브이며, 신체가 박힌 왕족과 귀족들의 삶의 사건을 묘사한다. 전자에는 바퀴 안에 있는 세발의 새로 표현되는 태양, 특히 별자리를 포함한 다양한 별자리가 포함된다. 사방향 별자리: 동쪽의 청룡, 남쪽의 주홍새, 백호(중국 별자리)는 서쪽, 검은 거북은 북쪽을 뜻한다.
1408년에서 1966년 사이에 건설된 한국의 조선 왕릉은 중국과 일본 전통의 결합을 반영하며, 종종 돌 블록으로 된 스크린 벽으로 둘러싸인 무덤 봉분과 때로는 땅 위에 돌로 만든 동물 형상이 있는데 일본의 '하니와' 형상과 다르지 않다. 일반적으로 무덤 앞 어느 정도 거리에 하나 이상의 T자형 신사 건물이 있으며, 보통 뒤에 언덕이 있고 물과 먼 언덕을 향한 전망을 바라보는 넓은 부지에 자리잡고 있다. 그것들은 여전히 조상 숭배 의식의 초점이다. 15세기부터는 넓은 경관을 유지하면서 더욱 단순해졌다.

### 일본

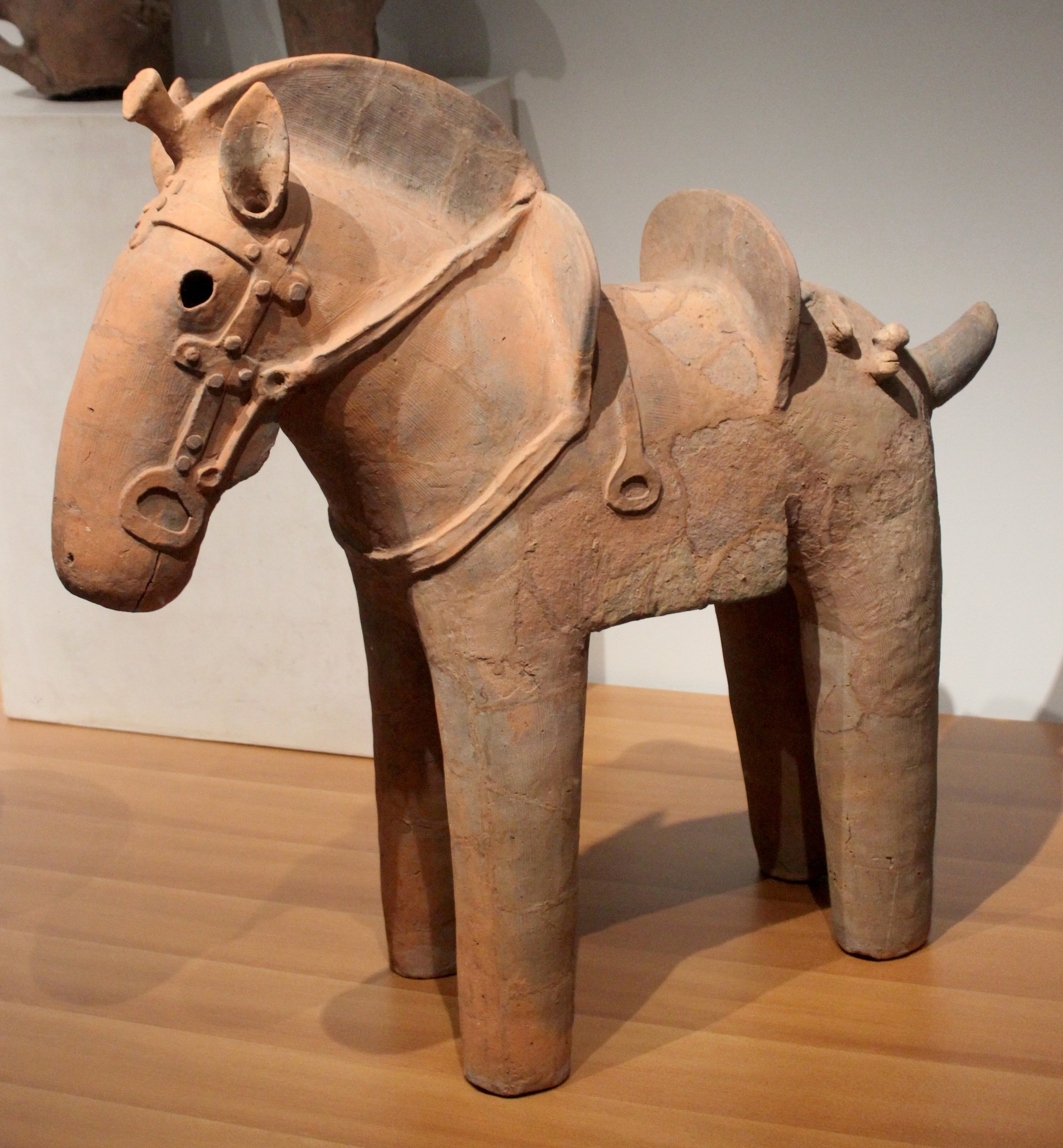
6세기 일본 하니와 점토 인형; 이것들은 고분 시대(CE 3~6세기)

서기 3세기부터 6세기까지 일본 역사의 고분 시대는 종종 해자가 있는 섬에 있는 거대한 열쇠 구멍 모양의 황실 무덤인 고분의 이름을 따서 명명되었다. 이들 중 어느 것도 발굴이 허용되지 않아서 그 장엄한 내용은 아직 알려지지 않았다. 키토라 무덤과 이 대부분의 내용물이 도난 당했지만 다카마마츠즈카의 고분에는 벽화가 남아 있다. 같은 시기의 사회적 규모를 낮추어 보면 높이가 1미터나 되는 하니와(haniwa) 형상이 귀족 무덤 위에 무덤 표식으로 안치되었고, 다른 것들은 내부에 남겨졌는데, 이는 분명히 사후 세계에서 사용하기 위한 말과 집과 같은 소유물을 나타낸다.  고분과 하니와 형상은 모두 불교가 지배적인 일본 종교가 되면서 중단된되었다.
그 이후로 일본의 무덤은 일반적으로  우아하지만 단순한 직사각형 수직 묘비와 함께 비문으로 표시되었다. 장례식은 일본 생활에서 신도와 같은 다른 전통을 따르는 사람들도 따르는 불교 관습 영역 중 하나다. 보다이지는 특별하고 매우 흔한 유형의 사원으로, 주요 목적은 조상 숭배 의식을 위한 장소이지만 실제 매장지는 아닌 경우가 많다. 이것은 원래 봉건 영주들의 풍습이었으나, 16세기경부터 다른 계층에서도 채택되었다. 각 가족은 여러 세대에 걸쳐 특정 '보다이지'를 사용했고 실제 매장지가 다른 곳에 있는 경우 두 번째 '무덤'을 포함할 수 있었다. 13세기부터 19세기까지 많은 후대 천황들은 교토에 있는 센뉴지 사원에 있는 츠키노와노미사사기 영묘 황실 '보다이지'에 단순히 묻혀 있다.

### 아메리카
많은 서양 문화와 달리 파칼 대왕이나 라 벤타 올멕 유적지에서 현재 사라진 석관과 같은 몇 가지 주목할 만한 예외를 제외하고 메소아메리카의 석관은 일반적으로 석관이 부족하다. 대신 대부분의 메소아메리카 장례 예술은 부장품의 형태를 취하며, 오악사카에는 고인의 유골을 담는 장례식 항아리가 있다. 메소아메리카 부장품의 잘 알려진 두 가지 예는 캄페체 해안에 있는 마야 유적지인 자이나섬의 무덤과 서 멕시코의 축분 전통과 관련된 무덤들이 있다. 마야 통치자의 무덤은 일반적으로 부장품의 풍부함에서 도출된 추론을 통해서만 식별할 수 있다. 그리고 도자기가 아닌 돌로 만든 그릇을 제외하면 이 그릇에는 매장을 위해 특별히 만들어진 물건이 들어 있지 않다.

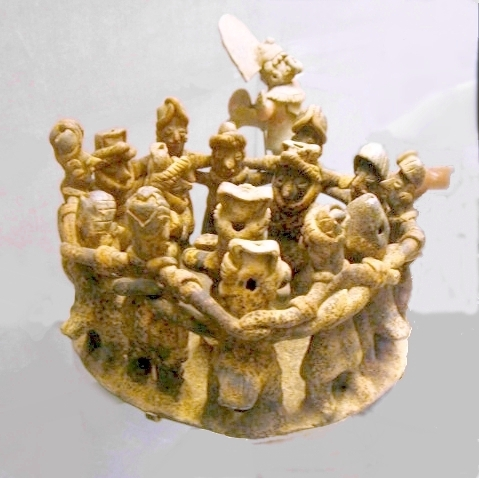
기원전 300년부터 CE 600년까지의 멕시코 나야리트의 수갱무덤' 그림

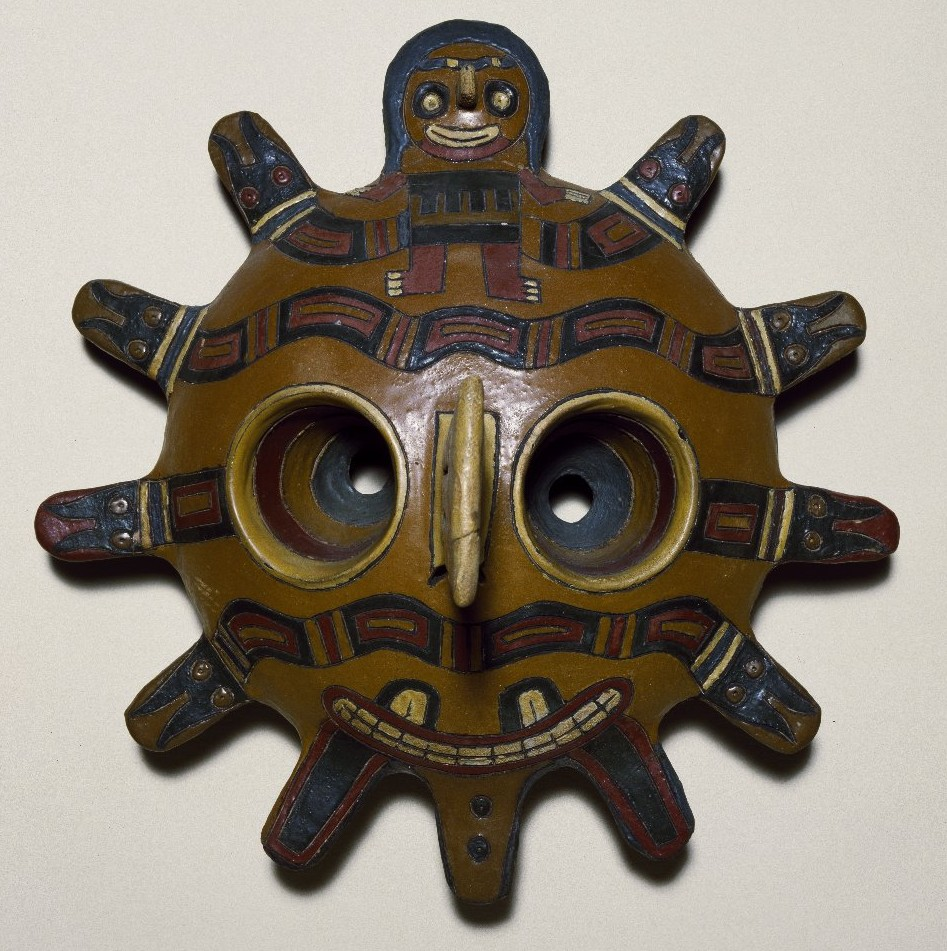
장례용 마스크, c. 기원전 300년, 도자기로 칠함

자이나섬의 무덤은 점토 조각상이 풍부한 것으로 유명하다. 섬에서 발굴된 약 1,000개의 무덤(총 20,000개 중) 내의 인간 유해에는 유리 제품, 슬레이트 제품, 도자기 뿐만 아니라 보통 거주자의 가슴에 얹히거나 손에 들고 있는 하나 이상의 도자기 조각상이 있다. 이 조각상의 기능은 알려져 있지 않았다. 성별과 연령 불일치로 인해 무덤 거주자의 초상화가 아닐 가능성이 높지만, 후기 조각상은 여신을 표현한 것으로 알려져 있다.
소위 서부 멕시코의 수갱 무덤 전통은 속이 빈 세라믹 인형, 흑요석 및 조개 보석, 도자기 및 기타 항목을 포함하는 부장품에서만 거의 독점적으로 알려져 있다. 특히 주목할만한 것은 마을 장면을 포함한 다양한 도자기 테이블이다. 예를 들면 메소아메리카 야구경기에 참여하는 선수들이 있다. 이러한 그림은 단순히 마을 생활을 묘사할 수도 있지만 지하 세계를 묘사하는 것이 제안되었다. 도자기 개는 약탈된 무덤에서 널리 알려져 있으며 비록 개는 고대 메소아메리카에서 종종 주요 단백질 공급원이었지만 일부는 사이코팜(영혼 안내자)를 나타냈다.
오악사카의 자포텍 문명은 오른쪽에 표시된 "박쥐 신"과 같은 점토 장례식 항아리로 유명하다. 다양한 유형의 항아리가 확인되었다. 일부는 신과 기타 초자연적 존재를 보여주지만 다른 일부는 초상화다. 미술사학자 조지 쿠블러는 특히 이 전통의 장인정신에 열정적이다.

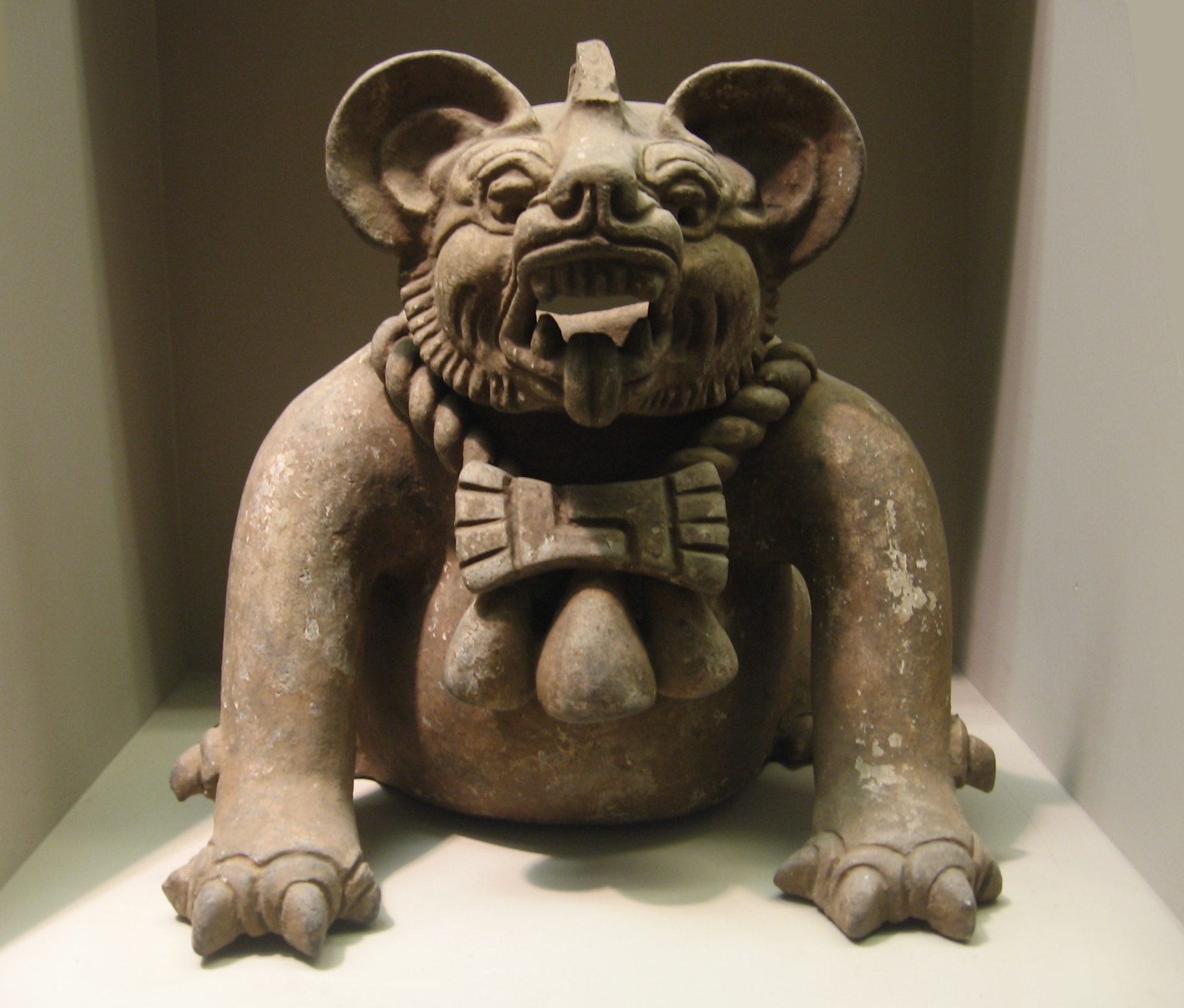
CE 300~650년의 오악사카산 "박쥐 신" 또는 재규어 모양의 장례식 항아리다.

젖은 점토의 플라스틱 상태를 이렇게 완벽하게 탐구하거나 소성 후에 그 형태를 완전히 유지한 미국 도공은 없었다. 그들은 축축하고 연성이 강한 성질을 기본적인 기하학적 모델링에 사용하고, 반건조할 때 재료를 반건조 시에는 타의 추종을 불허하는 탁월함과 형태의 암시성을 지닌 날카로운 가장자리를 가진 매끄러운 평면으로 자른다.

마야 나즈 투니치 동굴 무덤과 기타 유적지에는 그림, 조각된 비석, 도자기, 옥 및 데스 마스크를 포함한 금속으로 만든 부장품이 포함되어 있다. 건조한 지역에서는 많은 고대 직물이 남아메리카의 파라카스 문화 의 무덤들에서 발견되었는데, 무덤들은 미라를 여러 겹의 정교하게 패턴화된 천으로 단단히 감쌌다. 특히 훌륭한 도자기가 포함된 엘리트 모체 문화 무덤은 우아카 데 라 루나와 같이 인간 희생에도 사용되는 대형 어도비 구조물에 통합되었다. 시칸문화와 같은 안데스 문화들은 종종 미라화를 행했으며 투미 의식용 칼과 금장례용 가면, 도자기를 비롯한 보석과 함께 귀금속에 부장품을 남겼다. 모골론 문화의 밈브레는 죽은 사람의 영혼이 다른 세계로 올라갈 수 있도록 머리 위에 그릇을 얹고 매장했으며, 각 그릇 중앙에 작은 구멍을 뚫어 의식적으로 죽였다. 밈브레 장례식 그릇에서는 사냥, 도박, 농작물 심기, 낚시, 성행위 및 출산 장면을 보여준다. 일부 웨스트버지니아의 그레이브 크릭 마운드(기원전 250~150년 경)와 같은 북미 고분은 매장지로 기능했지만 다른 고분은 다른 목적을 가지고 있었다.
최초의 식민지 개척자 무덤은 표시가 없거나 매우 단순한 목재 비석으로 구성되어 청교도 기원을 반영한다. 그러나 1640년 죽음에 대한 그들의 견해에 대한 통찰력을 제공하면서 시각적 장례 예술의 전통이 발전하기 시작했다. 가장 초기에 알려진 비석의 예술성이 부족한 것은 청교도의 엄격한 종교적 교리를 반영한다. 17세기 후반의 사례에서는 종종 죽음의 머리를 보여준다. 때로는 날개나 교차된 뼈가 있는 양식화된 두개골과 인간이 두개골, 뼈 및 먼지로 부패하는 것을 묘사하는 기타 현실적인 이미지다. 18세기 후반에 유니테리언주의와 감리교가 대중화되면서 이 스타일은 완화되었다. 18세기 중반의 사례에서는 죽은 자의 영혼을 천국으로 데려가는 날개에 의해 운반되는 경우가 많다.

## 전통 사회

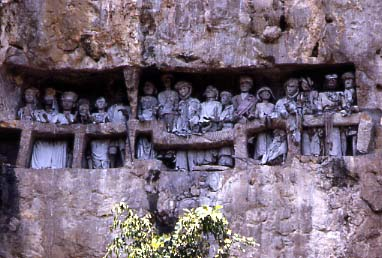
돌을 깎아 만든 토라자 절벽 매장지다. 타우 타우(고인의 초상)가 땅을 바라보고 있다.

전 세계의 전통 사회에는 엄청나게 다양한 장례 예술이 있으며, 그 중 대부분은 부패하기 쉬운 재료로 만들어졌고 일부는 기사의 다른 곳에 언급되어 있다. 전통적인 아프리카 사회에서 아프리카 전통 마스크는 죽음과 특정한 연관성을 갖는 경우가 많으며 일부 유형은 주로 장례식에만 착용하거나 장례식에만 착용할 수 있다. 서아프리카의 아칸족은 엔소디 왕가의 노디 기념 수장을 위촉했다. 호주 원주민의 장례식은 일반적으로 바디 페인팅을 특징으로 한다. 욜루우와 티위족 주민들은 경질 목재 줄기에서 조각된 푸카마니 장대를 만드는 반면, 호주 남동부에서는 정교하게 조각된 매장수가 사용된다.  중부 술라웨시 사람들은 절벽에 죽은 자의 조각상을 세우는 것을 포함하는 그들의 장례 관습으로 유명하다. 2010년 화재로 소실된 우간다의 19세기 및 20세기 왕실 카수비 무덤은 이전 카바카가 생존했을 때 살았던 것과 유사하지만 특별한 특징이 있는 초가 건물의 원형 단지였다.
여러 문화권에서는 여전히 사후 세계에서 사용하기 위한 물품이 매장되거나 화장된다. 예를 들어 동아시아 공동체에서는 지옥지폐가 있다. 가나에서는 대부분 가족들 사이에서 자동차, 배, 동물 모양의 정교한 비유적 관은 나무로 만들어졌다. 이것들은 1950년대  케인 퀘이 에 의해 소개되었다.

## 장례 예술과 종교

### 힌두교
화장은 환생을 믿는 힌두교도들 사이에서 전통적이며 다른 주요 종교에 비해 힌두교에는 장례 기념물의 전통이 훨씬 적다. 그러나  왕족 사이에는 지역적이고 비교적 최근의 전통이 있으며 '삼매디 만디르'는 성인을 위한 기념 사원이다. 둘 다 이슬람 관습의 영향을 받았을 수 있다. 16세기 이후의 오르차 왕들의 마우솔레움은 가장 잘 알려진 것 중 하나다. 다른 지배자들은 다른 문화권의 유사한 건물과 마찬가지로 시간과 장소에 따라 일반적인 형태의 기념 사원에 의해 기념되었지만 가장 장관인 캄보디아의 앙코르 와트는 이 기사의 범위를 벗어난다.

### 불교
불교 무덤 자체는 일반적으로 단순하고 소박하지만 사원 내에 세워질 수도 있고, 때로는 당시 유행하던 스타일로 목적을 위해 지어진 대규모 단지에 세워질 수도 있다. 전승에 따르면 화장 이후 부처의 시신은 전부 사부로 나누어져 초기 불교에서 중요한 역할을 담당했다. 스투파는 기원전 3세기 평범한 반구형 둔덕에서 인도의 산치와 자바의 보로부두르와 같은 정교한 구조물까지 부처의 유물을 담은 기념물로 발전했다.  중국과 일본의 탑과 인도네시아의 칸디와 같은 지역적 변형은 인도 형태에서 진화되었다. 그러나 엄밀히 말하면 이들 중 어느 것도 무덤이라고 부를 수는 없다. 일부 중요한 티베트 라마는 상대적으로 작은 티베트 사리탑에 묻혀 있으며  때로는 귀금속으로, 수도원 내부 또는 외부에서 묻혀 있고, 때로는 미라화한 후에 묻혀 있다. 잔스카르의 타시딩 수도원와 시킴주의 타시딩 수도원, 라싸의 포탈라궁 및 기타 여러 수도원에 사례가 있다. 그러나 대부분의 초르텐은 무덤 역할을 하지 않는다.

### 기독교
로마의 카타콤에는  주로 프레스코와 조각된 석관의 형태로 초기 기독교 시대의 현존하는 대부분의 기독교 예술 을 포함한다. 그것들은 처음에는 로마의 대중적인 장식 예술에서 등장했지만 나중에는 공식적인 제국 및 이교도 모티프에서 차용한 기독교 도상학을 보여준다. 처음에 기독교인들은 종교적 인물의 상징적인 이미지를 피했고, 석관은 키 로(Chi Rho) 모노그램과 같은 기독교 상징물들과 나중에는 서술적인 종교 장면들인 장식물들로 장식되었다. 초기 기독교인들의 박해가 끝난 후 원래 조심스럽게 묻히거나 집단 무덤에 묻혔던 순교자의 매장지 위에 교회(가장 유명하게는 성 베드로 로마)를 짓는 습관은 아마도 기독교 장례 예술, 교회 기념물 또는 교회 내부의 무덤의 가장 독특한 특징으로 이어졌을 것이다. 고전적인 이교도 뿐만 아니라 신앙 유대교 및 힌두교를 포함한 많은 문화의 믿음은 죽은 사람들을 의식적으로 불순하다고 생각하고 사원과 묘지를 섞는 것을 피한다. 고전 세계의 예외는 아나톨리아의 리키아이다. 이집트의 영안실도 있는데, 숭배의 대상은 신격화된 왕족을 안치했지만, 주요 신들을 위한 이집트 사원에는 매장지가 없었다. 극단적인 예로는 고대 델로스가 있다.

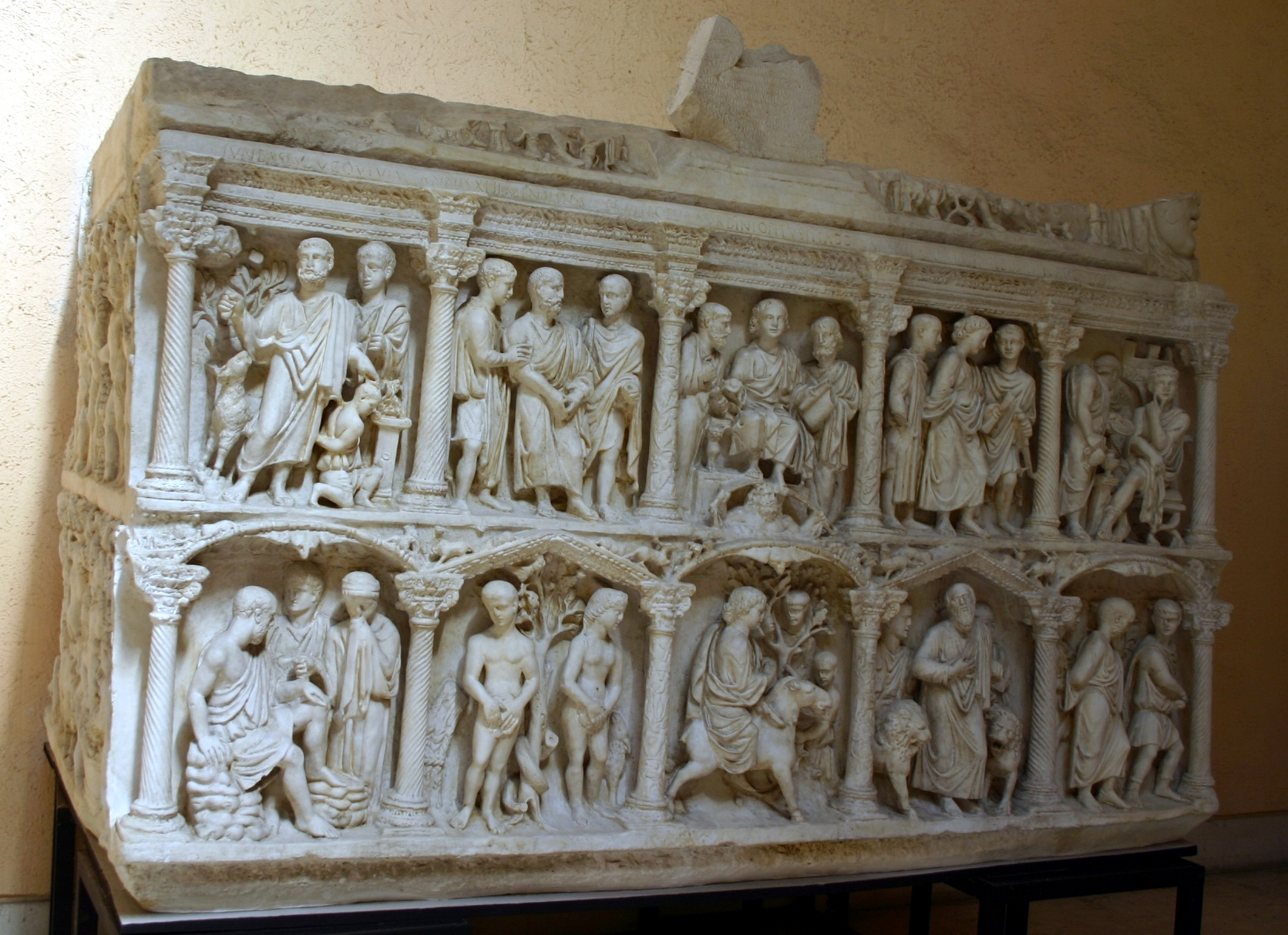
주니우스 바수스의 석관

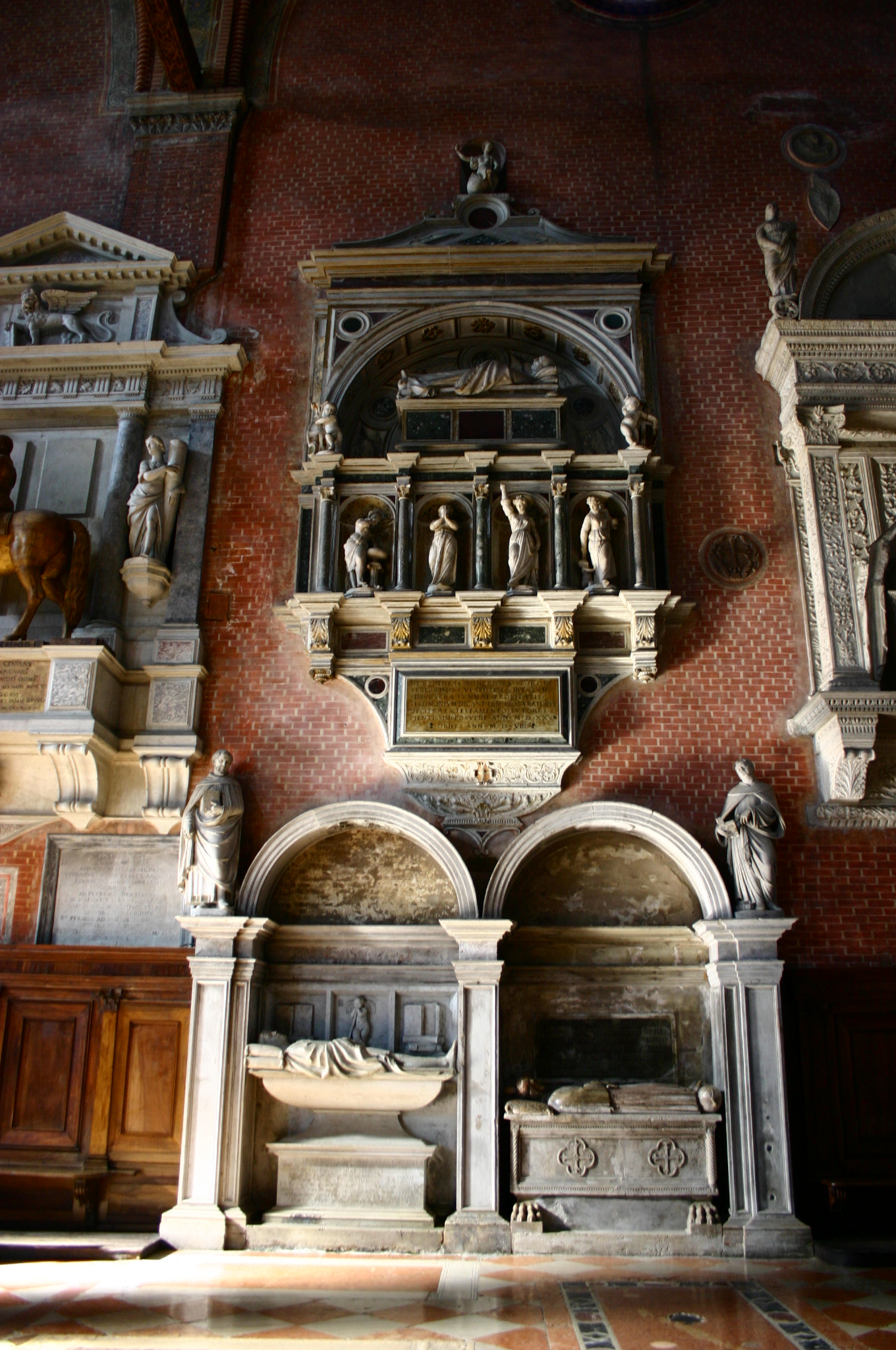
산티 조반니 에 파올로, 베니스의 중세 및 르네상스 벽 무덤, 승마동상 포함 왼쪽

기독교인들은 그리스도의 재림 때 육체적인 죽은 자의 부활을 믿었고, 가톨릭교회는 1963년에야 화장 반대를 완화했다. 미사 유골함도 사용되었지만 적어도 최근까지 매장은 항상 선호되는 기독교 전통이다. 공간이 있는 한 일반적으로 교회에 인접한 묘지에 묘비나 수평 석판을 사용하거나 부유하거나 중요한 성직자를 위해 그 안에 매장되었다. 교회의 벽 무덤에는 시신 자체가 엄격하게 포함되어 있으며, 종종 석관에 있는 경우가 많지만 시신은 벽에 기념비가 있는 지하실 또는 교회 바닥 아래에 묻혀 있는 경우가 많다. 중요한 인물 중 군주는 독립된 석관에 묻혀 있을 수 있으며 아마도 금속 세공품과 조각품을 사용한 정교한 울타리로 둘러싸여 있다. 그 중에서 가장 웅장했던 것은 성자들의 신사였으며 순례의 목적지가 되었다. Hofkirche, 인스브루크에 있는 막시밀리안 신성 로마 황제 기념비를 완성하는 데 수십 년이 걸렸으며,는 성 도미니크의 무덤 안의 볼로냐가 최종 형태에 도달하는 데 수세기가 걸렸다.
독립된 실물 크기 조각품에 대한 강한 편견 때문에 동방 정교회는 서방 교회와 같은 방식으로 무덤 기념물을 개발할 수 없었고, 부유하거나 중요한 개인의 매장은 고전적인 전통을 이어갔다. 단순한 종교적 상징만 남을 때까지 수세기에 걸쳐 조각의 풍부함이 감소하는 경향이 있는 부조로 조각된 석관의 모습이다. 콘스탄티누스 1세와 그 이후의 비잔틴 황제는 1028년까지 콘스탄티노플의 거룩한 사도 교회에 묻혔으며, 이 교회는 1453년 콘스탄티노플의 몰락 이후 파괴되었다.  교회에서 나온 일부 거대하지만 대부분 평범한 반암 석관은 이제 이스탄불 고고학 박물관 외부에 배치되어 있다.
피렌치에 있는 대교황 요한 23세의 무덤은 도나텔로와 미첼로조의 웅장한 초기 르네상스 벽 무덤이다. 스타일은 고전적이지만 주요 고딕 무덤의 전형적인 다양한 요소가 다소 조화롭게 쌓이지 않은 모습을 반영한다. 로마네스크 시대부터 바로크 및 그 이후까지 흔히 볼 수 있는 석관 위에 누워 있는 거대함이라고도 알려진 실물 크기의 조각상이 있다. 통치 왕조는 대개 수도원에 함께 묻히는 경우가 많았다. 샤르트뢰즈 드 샹몰은 1383년 발로이스 부르고뉴 공작에 의해 그 목적을 위해 설립되었다. 베로의 스칼리거 무덤은 웅장한 자립형 고딕 천개가 있는 무덤이다. 이 무덤은 교회 외부의 특수한 울타리에 있으므로 높이 제한이 없다. 로마의 성 베드로 대성당, 세인트 폴 대성당, 런던, 산티 조반니 에 파올로, 베니스 및 산타크로스, 피렌체에는 최고의 건축가와 조각가가 있다. 지역 교구 교회에는 기념물이 가득한 경우가 많으며 여기에는 지역 지주와 유명 인사를 위한 크고 예술적으로 중요한 기념물이 포함될 수 있다. 종종 저명한 가족은 무덤을 포함하여 사용하기 위해 특별한 예배당을 추가했다. 가톨릭 국가에서는 유증을 통해 그들의 영혼을 위해 영원히 미사를 드리는 데 드는 미사 비용을 지불하게 된다. 미켈란젤로의 무덤을 필두로 전성기 르네상스에 이르러 조각상들은 종종 앉아 있다가 나중에는 서기도 한다. 종종 그들은 제단을 향해 몸을 돌리거나 옆모습으로 무릎을 꿇고 있다.

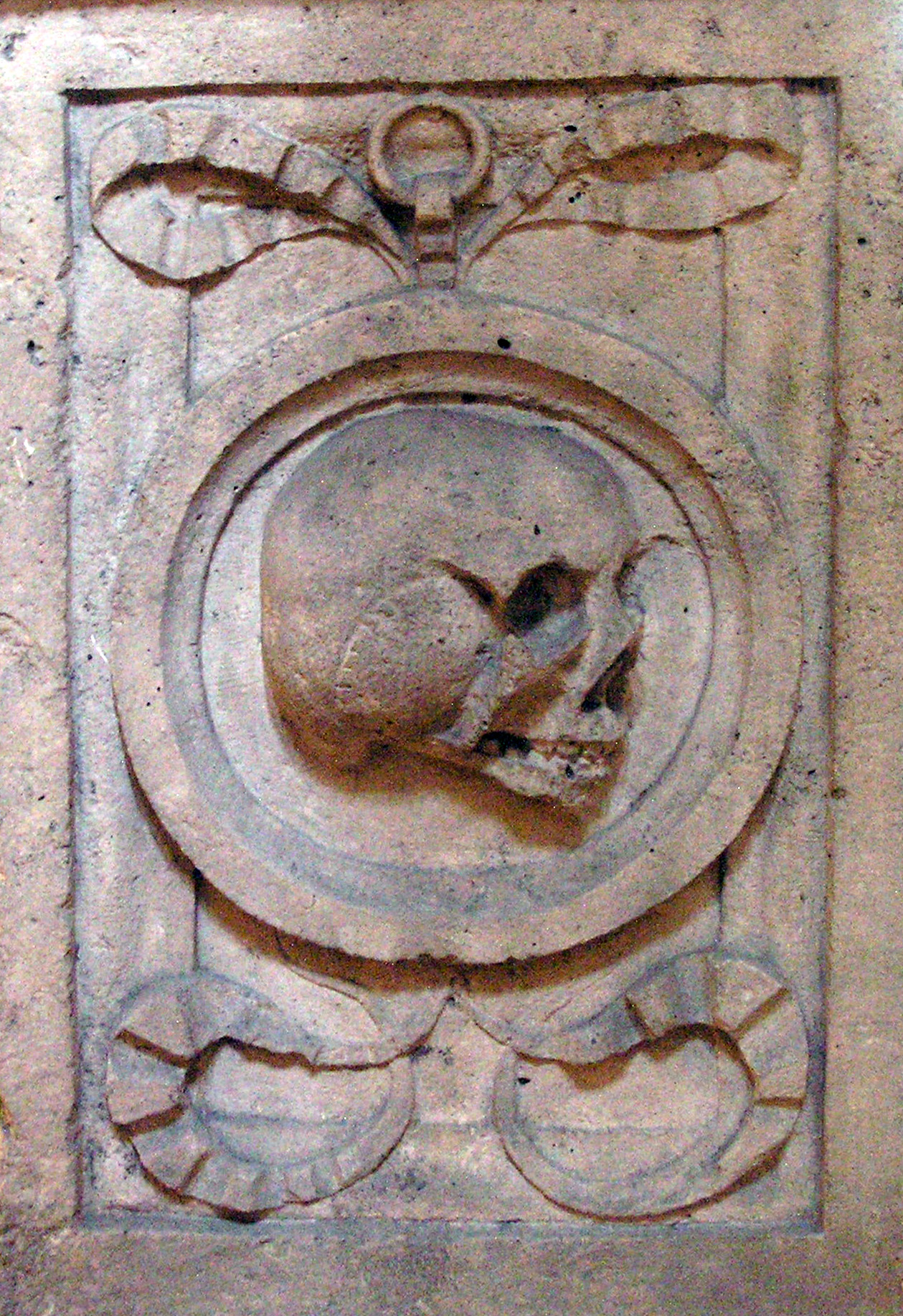
"죽음의 거울": 1547년 프랑스 르네상스 기념물의 세부 사항

중세 후기에는 흑사병과 경건한 작가들의 영향을 받아 두개골이나 해골 형태의 죽음에 대한 노골적인 메멘토 모리 이미지가 등장하거나 심지어는 벌레가 들끓는 부패한 시체를 묘사하는 것이 북유럽에서 흔해졌다. 죽음의 춤이나 '아르스 모리엔디 또는 "죽음의 예술" 과 같은 작품 뿐만 아니라 일부 장례 예술에서도 발견될 수 있었다. 지안 로렌조 베르니니(1628-1647)의 교황 우르바노 8세 작품에서 이러한 이미지가 이탈리아에서 다음과 같은 작품에서 대중화되기까지는 바로크 시대가 되어서야 날개 달린 청동 해골이 왕좌에 오른 조각상 아래 명판에 교황의 이름을 새겼다. 도시는 더욱 붐비고, 뼈는 때때로 일정 기간이 지난 후 회수되어 로마의 카푸친 납골당이나 두개골과 뼈로 만든 샹들리에가 있는 체코의 세들렉 납골당에서와 같이 예술적인 효과를 위해 배열될 수 있는 납골당에 배치되었다.

교회는 권력자의 의복과 일상적인 장신구, 특히 반지를 제외한 부장품을 남기는 이교도 습관을 없애기 위해 노력했다. 왕은 홀로 매장되고 주교는 각각의 직무 상징인 크로지어로 매장된다. 독특한 섬 예술 오리지널 가죽 바인딩이 있는 7세기 세인트 커스버트 복음 은 그 자체로 중요한 물건인 세인트 커스버트의 관에서 회수되었다. 검은왕자의 무덤이 아직 캔터베리 대성당에 남아 있는 것처럼 기사의 갑옷과 검이 그의 머리에 걸릴 수도 있다. 초기 기독교 교회는 의상 역사가들을 실망스럽게도 재림 때 요구되는 전부인 흰색 감는시트로 매장하는 것을 권장했다. 수세기 동안 왕족을 제외한 대부분의 사람들은 이 관습을 따랐는데, 이는 적어도 부자와 가난한 사람 모두에게 매우 비싼 옷을 살아있는 사람들이 사용할 수 있도록 유지했다. 장례식 동안 관을 덮기 위해 고급 천 폴 (장례식)을 사용하는 것이 중세 시대에 증가했다. 처음에는 밝은 색상과 패턴이 있었지만 나중에는 검정색이었다. 그런 다음 고급 천은 일반적으로 의복 또는 기타 장식용으로 사용하기 위해 교회에 주어졌다.

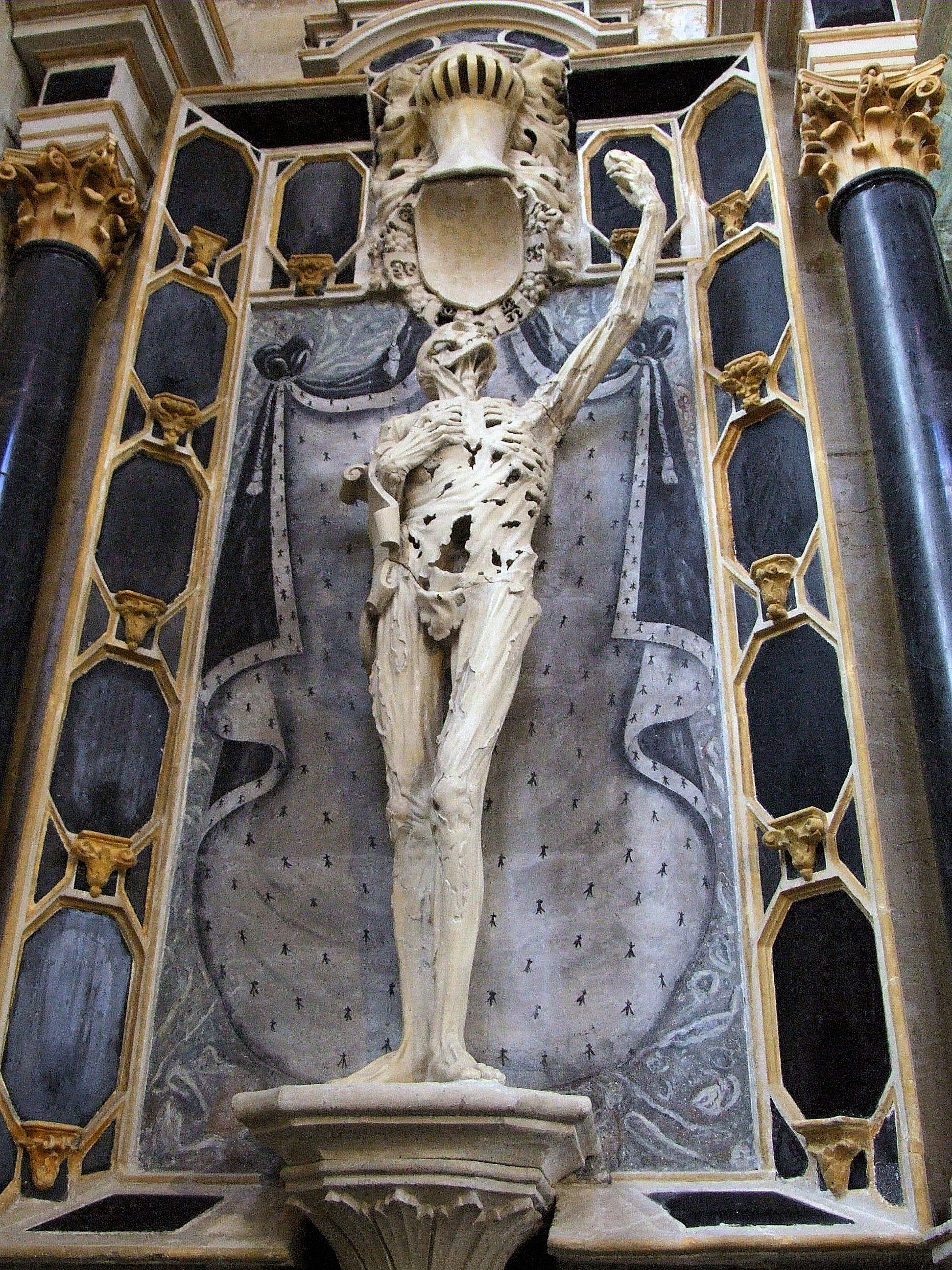
리지에 리치에, 샬롱의 르네의 시체무덤, c. 1545–47

13세기 초부터 16세기까지 알프스 북쪽 중에서 소규모 지주와 상인 계층에게 인기 있는 기념물 형태는 기념황동으로, 기념하는 사람의 이미지가 새겨진 황동판이다. 종종 비문과 건축물 주변이 새겨져 있다. 이것들은 교회 내부 바닥이나 벽에 있을 수도 있다. 이는 특히 여성의 의상 변화에 대한 귀중한 증거를 제공한다. 많은 주교들과 심지어 일부 독일 통치자들도 황동으로 기념되었다.
카스트룸 돌로리스는 일반적으로 교회에서 중요한 사람들의 누운 상태를 위해 관 주위에 세워진 임시 관대였으며,  왕실입장과 같은 다른 궁중 축제를 위한 정교한 임시 장식의 장례식 버전이다. 이러한 작업은 중세 후반에 시작되었지만 18세기에 정점에 이르렀다. 폴란드의 특별한 특징은 관 초상화로 이는 고인의 가슴 길이 초상화로 관에 부착되어 있지만 매장 전에 제거되어 종종 교회에 걸어졌다. 다른 곳에서도 데스마스크가 비슷한 방식으로 사용되었다. 부화장은 애도 기간 동안 고인의 집에 전시된 특별한 마름모 모양의 그림 문장으로, 일반적으로 교회에 걸어두기 전에 옮겨졌다. 상복과 마찬가지로 이것들은 예술의 엄격한 정의에 속하지 않는다.
개신교 종교개혁 이후 한동안 영국 교회 기념물은 개신교 교회에 추가된 대규모 미술품, 특히 조각품의 대부분을 형성했다. 영국 상류층은 교회에 제단화와 기타 종교 예술을 의뢰하는 것을 중단했지만, 그들의 무덤 기념물은 빈 벽 공간을 채울 만큼 계속해서 크기가 커졌다. 비슷한 경향이 루터교 국가에서도 나타났으나 칼빈주의자는 인물 조각을 더욱 반대하는 경향이 있었다. 많은 초상화가 사후에 그려졌으며 때로는 죽은 가족이 산 사람과 함께 포함되었다. 구별을 제안하기 위해 다양한 표시가 사용될 수 있다.

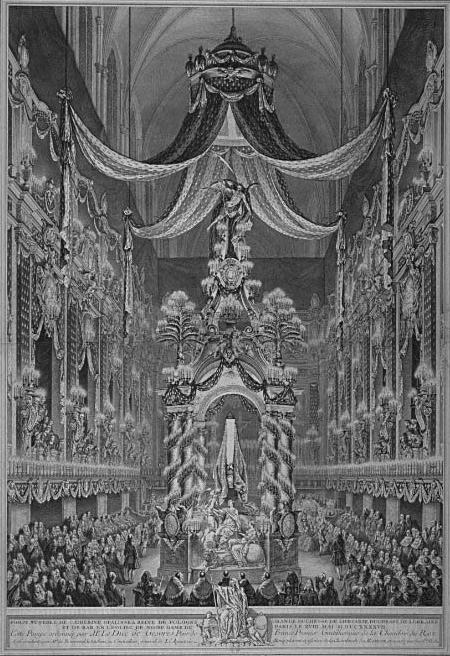
카스트룸 돌로리스 폴란드 여왕캐서린 오팔린스카를 위한 것, 1747년 노트르담 드 파리에 세워짐.

큰 바로크 무덤 기념물에는 계속해서 고인의 초상화가 포함될 가능성이 높았으며 천사보다 죽음, 시간, 미덕 또는 기타 인물의 의인화 된 인물이 포함될 가능성이 더 컸다. 두개골이나 해골과 같은 신체 부패의 이미지에 대한 중세 후기 트랜시 무덤 어휘가 때때로 다시 소개되었지만 덜 대립적인 방식으로 사용되었다. 신고전주의는 안토니오 카바가 이끄는 초상화나 의인화를 통해 고전적인 '스텔라'를 부활시켰다. 이 스타일에서는 가톨릭과 개신교 후원자의 요구 사이에 거의 또는 전혀 차이가 없었다.

19세기까지 많은 구세계 교회 마당과 교회 벽에는 새로운 기념물을 세울 공간이 완전히 부족했으며, 도시, 마을 또는 마을 외곽에 있는 묘지가 일반적인 매장 장소가 되었다. 부자들은 작은 가족 무덤을 위해 고대 세계의 고전적인 스타일을 개발한 반면, 나머지 사람들은 계속해서 묘비를 사용하거나 지금은 일반적으로 매장된 관 위에 놓인 가짜 석관을 사용했다. 이탈리아 대도시의 묘지는 일반적으로 화려한 조각상 측면에서 다른 나라의 묘지를 능가하는 것으로 인정되며 특히 제노아의 스탈리에노 기념비, 치미테로 모뉴멘탈레 디 밀라노 및 세르토사 디 볼로냐가 인정된다. 적어도 이탈리아에서는 장례식 조각품이 19세기와 20세기 초에 다른 유형과 동등한 지위를 유지했으며, 주요 예술가들이 제작하여 종종 언론에서 평가를 받고 모형 형태로 전시되었다.

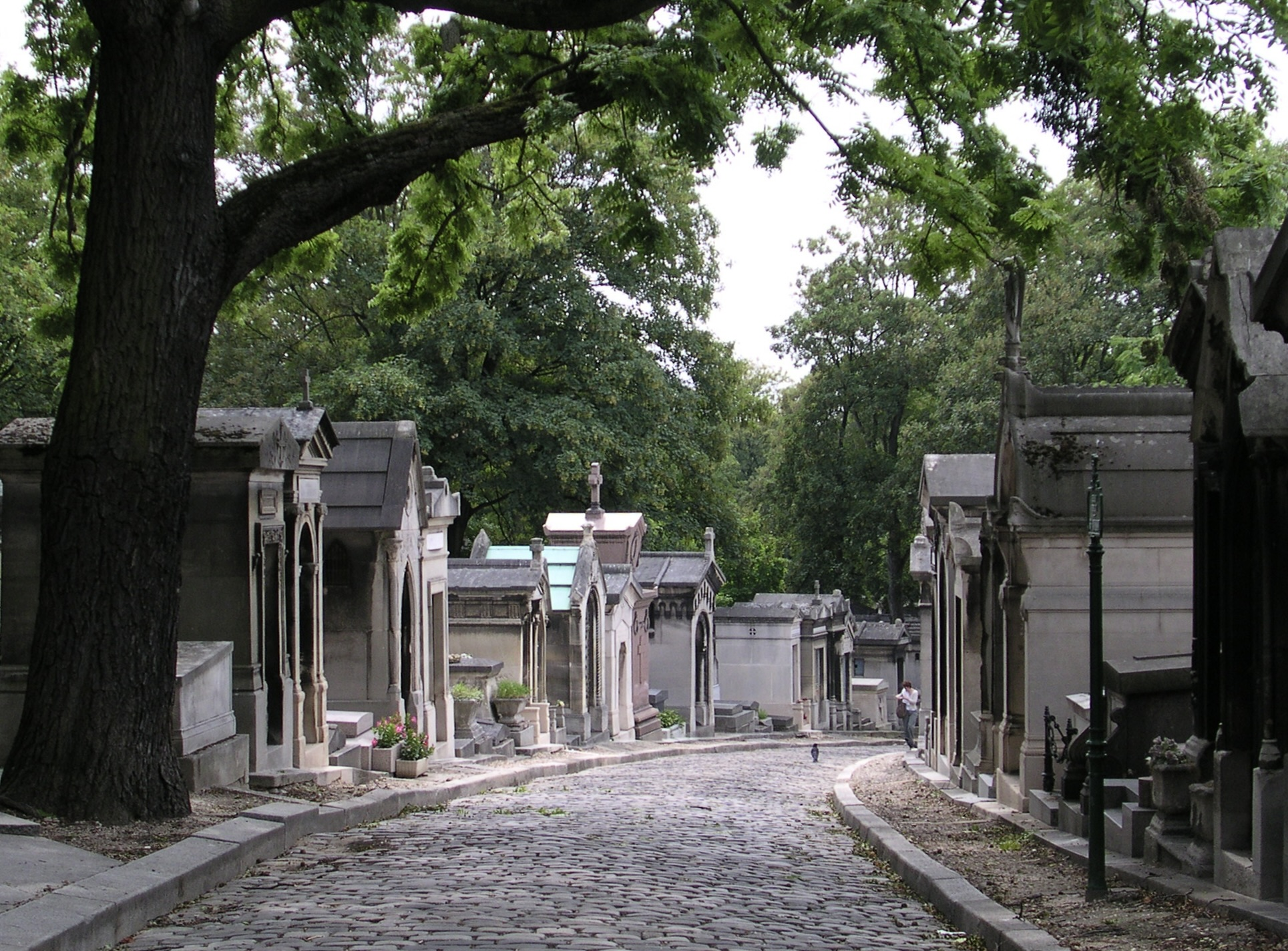
파리의 페르 라셰즈 묘지에 있는 19세기 부르주아 가족 무덤

기념물은 19세기 동시대의 문체적 발전을 따라가며 상징주의를 열정적으로 수용했지만, 아르누보 이후 점차 아방가르드에서 분리되었다. 교회 지하실이나 바닥에 매장된 곳은 대부분 일반적인 종교적 주제에 관한 것이지만 기념 패널이 있는 기념 스테인드 글라스 창문이 종종 발견된다. 전쟁기념관은 전투 현장을 제외하고는 19세기까지는 비교적 흔하지 않았으나 이후 점점 보편화되었고 제1차 세계 대전 이후에는 주요 전투국 마을에도 세워졌다.

### 이슬람교
이슬람 장례 예술은 건축이 지배한다. 부장품의 부재가 무슬림 매장지의 인정 기준 중 하나가 되는 경우가 많을 정도로 부장품은 권장되지 않는다. 왕족과 중요한 종교적 인물은 일반적으로 종교적인 비문과 함께 일반 석관에 묻혔다. 그러나 장례식 건축은 종종 공식적인 무슬림 장례식의 제약을 뛰어넘어 지위, 경건함, 고인에 대한 사랑, 무슬림 정체성과 같은 사회적 차원을 표현하는 수단을 제공했다.
이러한 사회적 요소를 표현하기 위해 다양한 건축 전통이 생겨났다. 이슬람 전통은 시작이 느렸다. 하디스는 무덤 건설을 비난하고 무함마드 자신이 메디나에서 자신의 방 중 하나에 있는 표시 없는 무덤에 매장하도록 요청하는 모범을 보였다. 적어도 12세기에는 광대한 선지자 모스크 단지의 건물이 이미 그 장소를 표시했다. 가장 먼저 확인된 무슬림 기념비 무덤은 이라크의 사마라에 있으며 862년에 만들어졌으며 아들이 그곳에 묻힌 비잔틴 공주의 의뢰로 만들어졌다. 전통은 아마도 천국이라는 이슬람 개념을 따르는 정원 설정 아이디어를 통합했는데, 이는 확실히 전통이 성숙했을 때 만들어진 연관성이지만 고고학에서 정원을 재구성하는 어려움으로 인해 이 과정의 초기 단계를 추적하기가 어렵다.  어쨌든 세계 여러 지역에서는 무덤 주변의 정원이 이슬람 전통에 따라 확립되었고, 기존의 유원지가 이러한 목적으로 활용되기도 했다. 공식적인 페르시아 차르바그 디자인의 버전은 인도, 페르시아 및 기타 지역에서 널리 사용되었다.
또 다른 영향은 마우솔레움 자체가 아니라 중앙 계획된 기념 건물에 대한 최초의 이슬람 모델인 예루살렘의 팔각형 바위 돔일 수 있다. 이는 비록 정원보다는 돌로 된 단 위에 있지만 혼자 서 있는 건물에 순교자의 비잔틴 양식을 적용한 것이다. 페르시아권에서는 상대적으로 작은 마우솔레움의 전통이 발전했는데, 종종 짧은 육각형 또는 팔각형 돔 타워로, 일반적으로 말렉 무덤과 같이 단일 방을 포함한다. 이 단일 챔버 무덤은 사마르칸트에 있는 티무르 구르에 아미르의 무덤과 타지마할에서 정점을 이루는 인도의 유명한 무굴 무덤과 같이 티무르 및 무굴 제국에서 더 큰 건물로 발전했다. 무굴 무덤은 대부분 큰 벽으로 둘러싸인 차하르바그 또는 무굴 정원에 자리잡고 있으며, 종종 모서리에 파빌론과 누대가 있다. 타지마할은 비정형적으로 정원 끝에 배치되어 야무나 강을 등지고 있고 중앙에 배치하는 것이 일반적이다.  일반적으로 모스크로 기능하지는 않지만  미나렛이 있을 수 있다. 자한기르의 무덤에는 돔이 없지만  대왕 악바르의 무덤 작은 장식용 돔만 있다. 다른 이슬람 인도 통치자들도 골 검바즈와 같은 유사한 무덤을 건설했다.
이 모든 전통에서 모스크의 현대 건축 스타일은 더 작은 메인 룸이 있고 일반적으로 안뜰이 없는 건물에 맞게 조정되었다. 장식은 대개 타일 작업이었으며 준보석, 그림, 장식 조각에 피에트라 두라 상감 장식을 포함할 수 있었다. 동물은 표현되지 않았지만 기하학적 패턴과 서면 비문이 일반적이었다. 석관은 금속이나 돌로 만든 창살을 통해 희미하게 보이는 작은 내부 방에 있을 수도 있고, 메인 방에 서 있을 수도 있다. 마우솔레움에서 코란을 계속해서 읽는 비용을 지불하기 위해 돈이 유증될 것이며 일반적으로 방문객들이 경의를 표할 수 있도록 열려 있다. 호메이니 묘는 테헤란의 최대 공동묘지 주변에 계속해서 건설 중이며 거대한 단지의 중심이 될 예정으로 이러한 전통을 이어가고 있다.
이 전통은 오스만 세계에서 다르게 진화했는데 일반적으로 고인이 지은 모스크 단지 부지에  작은 싱글룸 튀르베가 서 있다. 석관(신체가 바닥 아래에 있기 때문에 순전히 상징적인 경우가 많음)은 화려한 장막으로 덮고 실제 천이나 돌로 덮을 수 있으며 이는 일반 사람들의 터키어 묘비(보통 양식화된 형태) 위에 전통적으로 사용된다. 가장 유명한 두 곳은 이스탄불의 쉴레이마니예 모스크에 있다. 1421년의 녹색 무덤은 부르사에서 유난히 큰 예이며 일반적으로 석조로 외부에 광범위한 타일 작업을 한 경우도 드물지만 내부는 종종 밝은 색상의 타일로 장식된다.
이슬람 세계의 다른 지역에서는 현지 기술과 전통이 반영되었다. 말리의 15세기 왕족 아스키아 무덤은 현지 진흙 건축 기술을 사용하여 모스크 단지에 17미터 피라미드형 무덤 세트를 세웠다. 이슬람 사원 반대편 끝에 있는 자바나의 왕족은 대부분 코타 게미 및 이모기리와 같은 왕실 묘지에 묻혀 있다. 통치자의 마우솔레움은 모스크 내부의 옆방이거나 병원, 마드라사 또는 도서관을 포함하는 더 큰 단지의 일부를 형성할 가능성이 높다. 내부를 정교하게 장식한 대형 돔이 일반적이다. 술탄 카이트베이(1496년 사망)의 무덤 모스크는 카이로에 있는 많은 무덤 중 하나인 유명한 예지만 여기의 무덤 방은 비정상적으로 크다.

## 현대

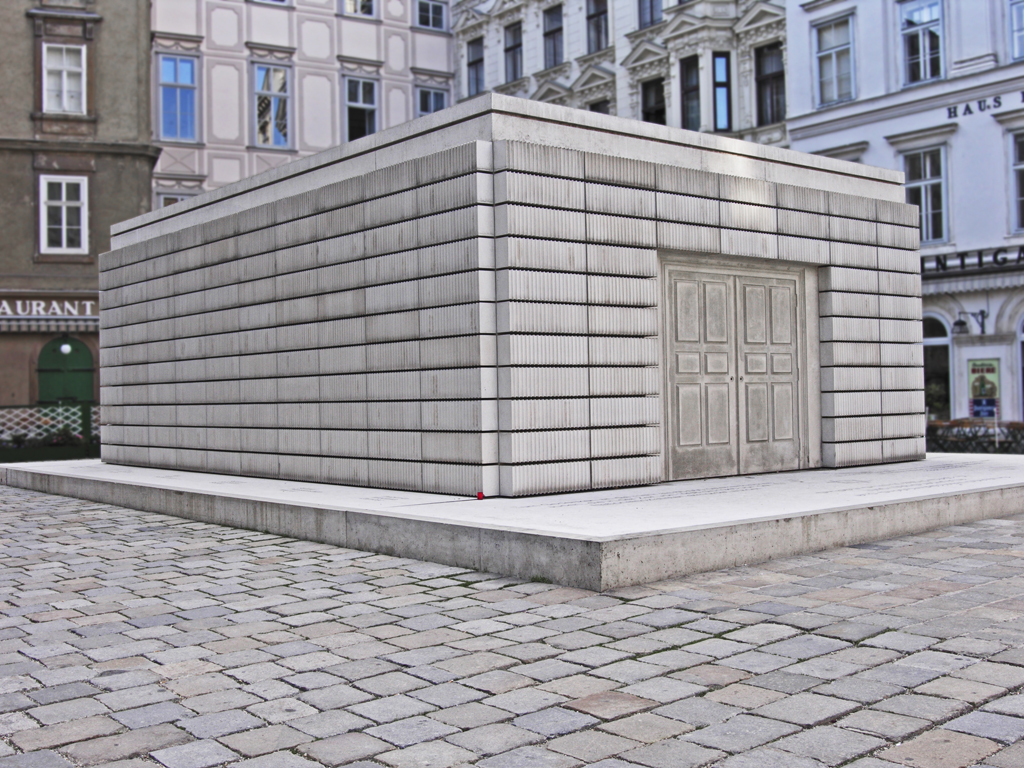
레이첼 화이트리드가 디자인하고 2000년에 완공된 홀로코스트로 살해된 65,000명의 오스트리아 유대인을 기리는 유덴플라츠 홀로코스트 기념관

장례 예술은 스타일이 보수적인 경향이 있으며 다양한 문화권의 많은 무덤 표지는 다소 전통적인 패턴을 따르는 반면 일부는 모더니즘이나 기타 최근 스타일을 반영한다. 특정 집단의 사망자에 대한 집단 기념물을 나타내는 공공 기념물, 특히 전쟁 기념물이 계속해서 건립되고 있으며 서구 세계에서는 이제 매우 큰 기념물의 지배적인 유형으로 개인 또는 가족 기념물을 대체했다. 이제 서방 정치 지도자들은 보통 단순한 무덤을 받는다. 일부 대규모 기념관은 상당히 전통적이지만 보다 현대적인 스타일을 반영하는 것에는 베트남 참전용사 기념관과 예루살렘의 야드 바솀(Yad Vashem), 파리의 벨 디브 기념관(1994), 살해된 유대인 기념관(1994), 유럽의 살해된 유대인 추모비(2004), 유덴플라츠 홀로코스트 기념관 비엔나(2000) 등과 같은 여러 홀로코스트 기념관이 포함된다. 이는 제2차 세계 대전 당시 군대를 기리는 대부분의 전쟁 기념관 스타일과 눈에 띄게 대조된다. 제1차 세계 대전 전사자들을 기리는 초기 모더니스트 기념물은 시간이 지나 부적절하다고 판단되어 제거되기도 했다. 특히 독일과 같은 국가의 일부 전쟁 기념관은 격동의 정치 역사를 가지고 있다. 예를 들어 베를린의 노이에 바헤와 도쿄의 야스쿠니 신사는 국제적으로 논란이 되고있다..
몇몇 비평가들은 전통적인 비유적 상징 언어와 민족주의적 가치의 환기가 특히 적어도 철의 장막에서 집단 학살과 관련하여 부적절해 보였던 1945년부터 공공 추모 스타일의 위기를 감지했다. 동동공산주의에서는 사회주의 현실주의의 확립된 스타일이 적어도 당국에 의해 여전히 적절하다고 간주되었다. 1990년대부터 서구에 세워진 추상화되고 개념적 전쟁과 홀로코스트 기념관 세대는 마침내 다음과 같은 해결책을 찾았다.
정치 지도자들을 위해 레닌의 묘와 아느트카비르, 진나 무덤, 체 게바라의 마우솔레움과 여러 미국의 대통령 기념관, 김일성을 포함한 많은 대규모 묘소가 건설되었다. 대통령 도서관 및 박물관은 현재 일반적으로 가장 큰 기념관이다. 호메이니 묘는 20,000개의 주차 공간을 포함하고 있기 때문에 중세 시대의 사례만큼 큰 그랜드 모스크 단지다.

## 같이 보기
- 장례비 종류 목록(영어판)
- 마우솔레움 목록(영어판)
- 애도 초상화(영어판)

## 추가 자료
- Curl, James Stevens (1993). 《죽음의 축하: 서유럽 전통의 장례식 건축물의 일부 건물, 기념물 및 설정에 대한 소개》. 런던: Batsford. ISBN 978-0-7134-7336-0.
- Panofsky, Erwin (1992). 《무덤 조각: 고대 이집트에서 베르니니까지 변화하는 측면》 2판. 런던: Phaidon. ISBN 9780714828244.